# Dornum

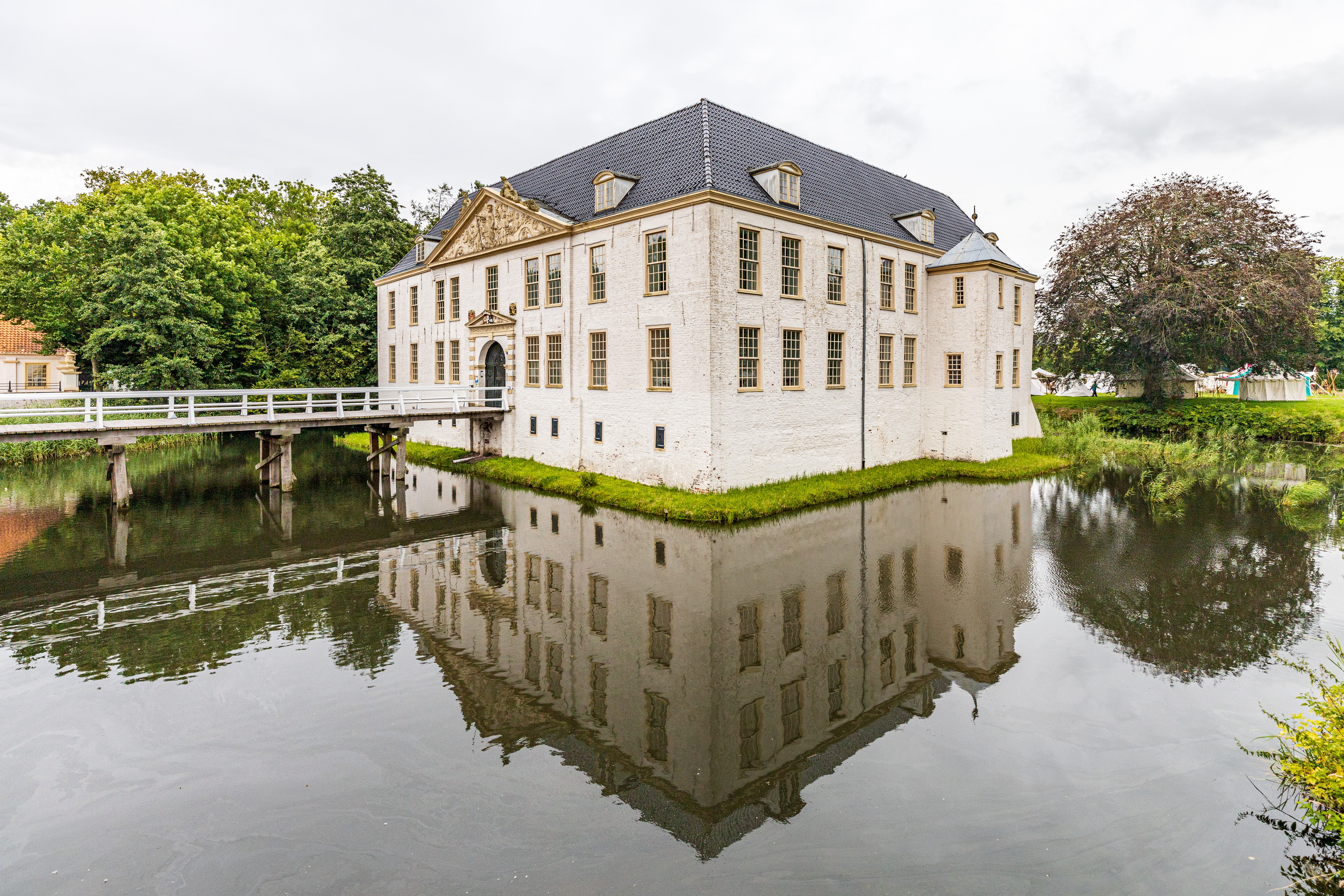
Norderburg

Dornum ist eine Gemeinde in Ostfriesland und gehört zum Landkreis Aurich in Niedersachsen. Benannt ist sie nach dem gleichnamigen Hauptort. Mit 4386 Einwohnern ist sie die kleinste Einheitsgemeinde auf dem Festland des Landkreises Aurich.
Der Ortsteil Nesse zählt zu den ältesten Wik-Siedlungen in Ostfriesland und wird auf das 9. Jahrhundert datiert. Ebenso wie in Emden, Groothusen und Grimersum fand dort früh Seehandel statt. Nesse verlor ebenso wie Groothusen und Grimersum durch Verlandung des Hafens und Eindeichungen jedoch diese Bedeutung. Dornum war vom Spätmittelalter bis in die Neuzeit eine Herrlichkeit, zuletzt unter den Freiherren von Closter.
Ein wichtiges wirtschaftliches Standbein ist der Tourismus mit jährlich rund 500.000 Übernachtungen, besonders in den Küstenbadeorten. Die Gemeinde ist zudem Drehscheibe für den Import von norwegischem Nordseegas: Dort enden die Pipelines Europipe I und II. Geprägt ist die Gemeinde zudem von landwirtschaftlichen Betrieben.
Zum herausragenden kulturellen Besitz in der Gemeinde zählen die Orgel der St.-Bartholomäus-Kirche von Gerhard von Holy sowie zwei Burgen im Hauptort Dornum. In der Gemeinde ist außerdem die älteste Mühle Ostfrieslands (erbaut 1626) zu finden.
Dornum ist der Geburtsort von Miene Schönberg, nach ihrer Auswanderung in die USA bekannt geworden als Minnie Marx, Mutter der Marx Brothers. Auch ihr Bruder Al Shean (geboren als Albert Schönberg) stammt aus Dornum. Er war Komödiant und darüber hinaus Wegbereiter für den Erfolg der Marx Brothers.

## Geografie

### Lage und Ausdehnung
Die Gemeinde ist die nordöstlichste Gemeinde auf dem Festland des Landkreises Aurich in Ostfriesland und liegt unmittelbar an der Nordsee. Sie grenzt im Norden an das Wattenmeer, das als Nationalpark Niedersächsisches Wattenmeer unter Naturschutz steht und im Juni 2009 gemeinsam mit dem schleswig-holsteinischen und dem niederländischen Teil von der UNESCO zum Weltnaturerbe erklärt wurde. Der Küstenlinie vorgelagert sind von West nach Ost das Neßmer Watt, das Dornumer Watt und der Dornumer Nacken.
Der Verwaltungssitz im Hauptort liegt etwa zwölf Kilometer westlich der Stadt Esens im benachbarten Landkreis Wittmund und sechzehn Kilometer nordöstlich der Stadt Norden. Die Kreisstadt Aurich liegt etwa 21 Kilometer südlich. Dornum liegt auf der Grenze der historischen Regionen Norderland und Harlingerland: Während der größere westliche Teil mit dem Hauptort zum Norderland gezählt wird, gehört der kleinere östliche Teil zum Harlingerland.
Mit 76,78 Quadratkilometern ist Dornum nach Baltrum flächenmäßig die zweitkleinste Einheitsgemeinde des Landkreises Aurich und eine der kleinsten Einheitsgemeinden auf dem ostfriesischen Festland. Die größte Ausdehnung des Gemeindegebiets in nord-südlicher Richtung beträgt etwa 6,4 Kilometer, gemessen zwischen dem Hof Marienfeld im Süden und dem Seedeich im Norden. In west-östlicher Richtung sind es etwa 15,7 Kilometer zwischen dem Willrathshof im Westen und der Ostspitze des Westerburer Polders.

### Nachbargemeinden
Die Gemeinde grenzt im Norden an die Nordsee. Der Küste in Sichtweite vorgelagert sind die Inseln Norderney im Nordwesten, Baltrum im Norden und Langeoog im Nordosten. Da Dornum an gleich drei Samtgemeinden grenzt, ist die Zahl der Nachbargemeinden auf dem Festland sehr groß. Im Osten grenzt Dornum an Esens und Holtgast (beide Samtgemeinde Esens), im Süden (im Uhrzeigersinn) an Ochtersum, Utarp, Schweindorf, Westerholt und Nenndorf (alle Samtgemeinde Holtriem). Diese genannten Kommunen befinden sich allesamt im Landkreis Wittmund. Im Südwesten grenzt Dornum an Großheide, im Westen an Hage und Hagermarsch (beide Samtgemeinde Hage) im Landkreis Aurich. Dornum hat somit zehn Nachbargemeinden, inklusive der Inseln 13. Die Zahl der Nachbarn reduziert sich jedoch auf vier (mit Inseln sieben), wenn sie auf Samtgemeinde-Ebene angegeben wird.

### Geologie, Böden und Hydrologie

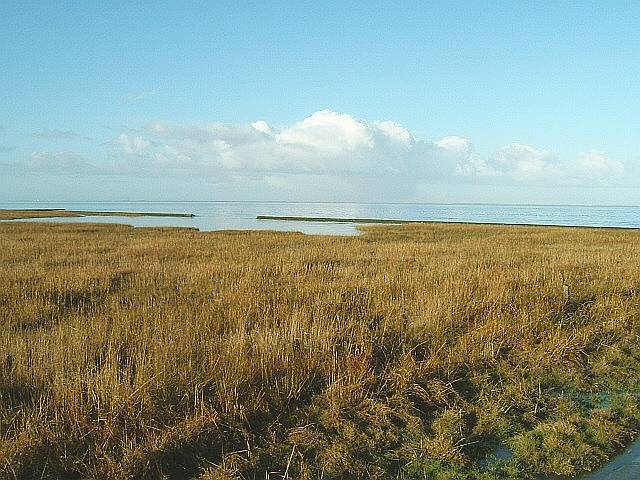
Deichvorland bei Neßmersiel

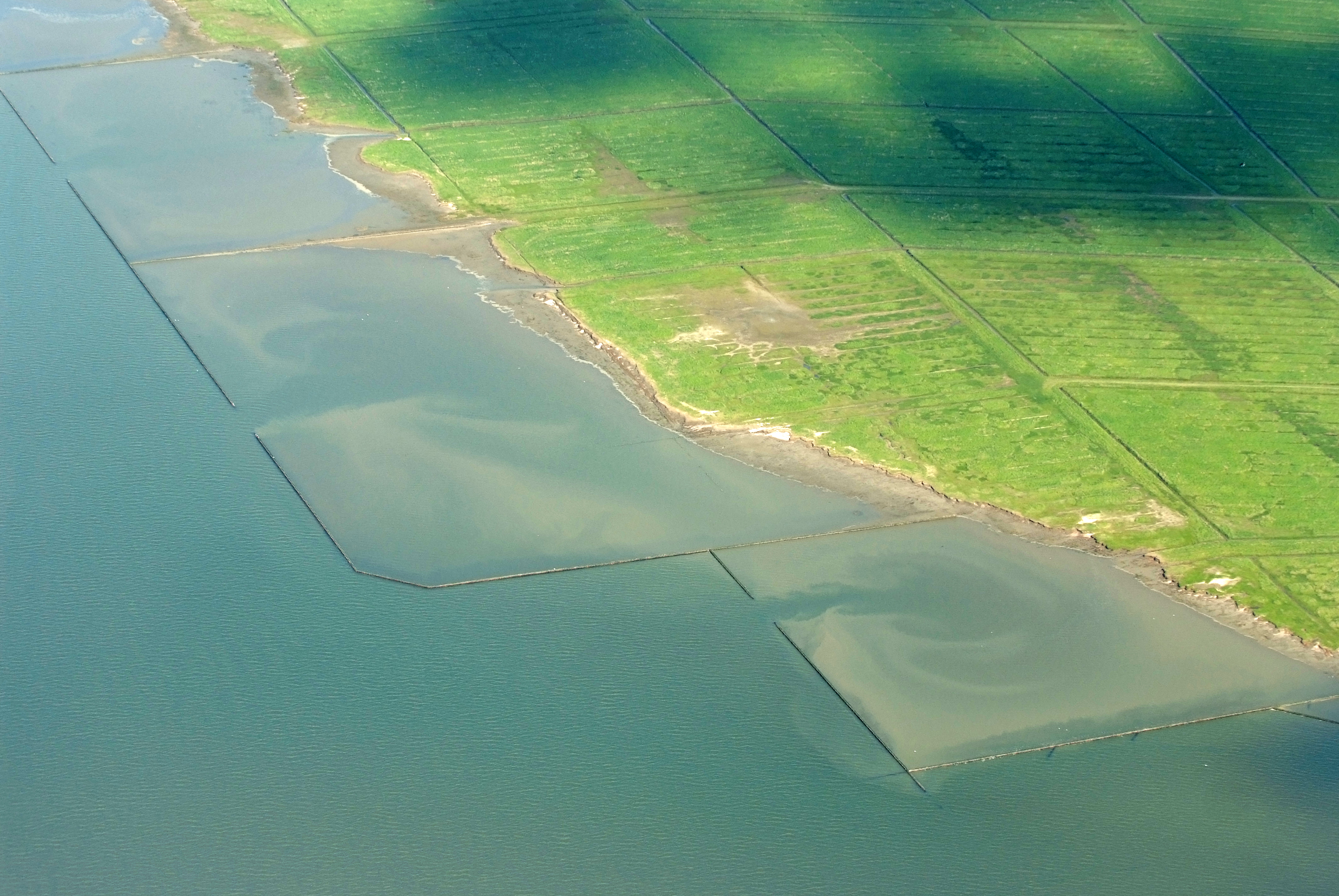
Deichvorland bei Neßmersiel, Luftbild Mai 2012

Das geologische Bild wird teilweise vom Pleistozän, deutlich mehr aber vom Holozän bestimmt. Fast das gesamte Gebiet der Gemeinde befindet sich in der Marsch. Lediglich der Hauptort inklusive der südlicher gelegenen Wohnplätze Resterhafe und Schwittersum sowie Roggenstede befinden sich auf zwei kleinen Geestinseln. Das Gemeindegebiet wird seewärts von Deichen geschützt, da es nur unwesentlich über dem Meeresspiegel liegt. Für die Deichunterhaltung sind auf Gemeindegebiet zwei Deichachten zuständig. Das Verbandsgebiet der Deichacht Norden reicht etwa bis Dornumergrode, weiter östlich ist die Deichacht Esens-Harlingerland zuständig.
Die Bodenverhältnisse differieren in Abhängigkeit von der Küstenferne und damit vom Alter der Marschböden: Im außendeichs gelegenen Deichvorland (regional Heller genannt) findet sich Rohmarsch. Die Gebiete werden im Winterhalbjahr bei Sturmfluten überflutet. Binnendeichs schließen sich Kalkmarsch und Kleimarsch an. Diese drei Marschtypen werden der Jungmarsch zugerechnet. Die südlicher gelegene Altmarsch besteht hauptsächlich aus für den Ackerbau schlecht nutzbaren schweren Knickmarsch- und Seemarschübergangsböden. Sie werden vorwiegend als Weide- und Grünland, also für die Milchwirtschaft genutzt. Die Jungmarschgebiete mit ihren sehr leichten und mittelschweren Böden erlauben sowohl Milch- als auch Ackerwirtschaft. Da sie aber sehr hohe Erträge bringen, wird dem Ackerbau für gewöhnlich der Vorzug gegeben.
Vor allem die Altmarsch liegt zum Teil unter dem Meeresspiegel, weil die abgelagerten Sedimente durch ihr Eigengewicht, durch Zersetzungsvorgänge und durch Entwässerungsmaßnahmen abgesackt sind.
Das Binnenland muss entwässert werden, um bei anhaltendem Regen nicht unter Wasser zu stehen. Dazu dienen unzählige kleine Gräben sowie kleinere und größere natürliche und künstliche Kanäle (regional Tief genannt). Diese werden wiederum über das Siel- und Schöpfwerk Accumersiel entwässert, das in den 1960er Jahren errichtet wurde und ein älteres Siel ersetzte. Zuständig für die Entwässerung eines Großteils des Gemeindegebiets ist die Sielacht Dornum mit Sitz in Esens, für den Westteil die Sielacht Norden.
Der Hauptteil des Gemeindegebiets wird durch das Accumer Tief und seine Nebentiefs sowie zahlreiche Entwässerungsgräben entwässert. Der Einzugsbereich des Accumer Tiefs reicht dabei bis in die Moorgegenden der südlichen Nachbargemeinde Holtriem sowie einen kleinen Teil der östlich gelegenen Samtgemeinde Esens. Aus diesen Bereichen fließen kleinere Moorbäche und Entwässerungsgräben dem Accumer Tief zu. Es verläuft zwischen Uppum und Dornum in Ost-West-Richtung, anschließend in Süd-Nord-Richtung nach Dornumersiel. Dort wurde nach Anlegung eines neuen Siels in den späten 1960er-Jahren ein Mahlbusen angelegt, der das Binnenwasser speichert, falls bei Flut kein Sielen möglich ist. Die Fortsetzung des Accumer Tiefs bildet in die Nordsee das Seegatt Accumer Ee zwischen den Inseln Baltrum und Langeoog. Bis zum Beginn der Deichbauten im Hochmittelalter und in den folgenden Jahrhunderten waren das Accumer Tief und die heutige Accumer Ee ein offener Zufluss aus dem rückwärtigen (südlich gelegenen) Geestraum in die Nordsee. Darauf deutet auch ein Ende des 19. Jahrhunderts bei Roggenstede, also südöstlich von Dornum, ausgegrabenes Seefahrzeug aus früheren Jahrhunderten hin.
Der westliche Teil des Gemeindegebiets um Nesse wurde über Jahrhunderte durch das Neßmersiel entwässert. Nach dessen endgültiger Stilllegung allerdings fließt das Wasser über das Norder Tief dem Leybuchtsiel und (seit 1991) vornehmlich dem Leysiel zu.

### Flächennutzung
| Nutzung                            | Fläche in ha |
| ---------------------------------- | ------------ |
| Gebäude- und Freifläche            | 385          |
| davon Wohnfläche                   | 215          |
| davon Gewerbe- und Industriefläche | 13           |
| Betriebsfläche                     | 2            |
| Erholungsfläche                    | 37           |
| davon Grünanlage                   | 27           |
| Verkehrsfläche                     | 251          |
| davon Straße, Weg, Platz           | 243          |
| Landwirtschaftsfläche              | 6.525        |
| Wasserfläche                       | 170          |
| Waldfläche                         | 44           |
| Flächen anderer Nutzung            | 263          |
| davon Friedhöfe                    | 1            |
| davon Unland                       | 21           |
| Gesamtfläche                       | 7.678        |

Recht genau 85 Prozent des Gemeindegebiets von Dornum werden landwirtschaftlich genutzt. Dies ist einer der höchsten Werte unter den Einheits- und Samtgemeinden Ostfrieslands und liegt klar über dem ostfriesischen Durchschnitt von 75 Prozent. Der niedersächsische Vergleichswert beträgt 59 Prozent. Die Waldarmut wird besonders deutlich, wenn die 44 Hektar mit Bäumen bestandene Flächen in Relation zum Gesamtgebiet gesetzt werden: Es ergibt sich ein Prozentwert von 0,57. Zum Vergleich: Der bundesrepublikanische Durchschnitt liegt bei mehr als 30 Prozent und selbst der ostfriesische Durchschnitt bei etwa zwei Prozent. Gewässer machen 2,21 Prozent des Gemeindegebiets aus, womit Dornum nur knapp über dem bundesrepublikanischen Durchschnitt von zwei Prozent liegt. Bei den meisten Gewässern handelt es sich um Entwässerungsgräben, wozu auch der Mahlbusen in Dornumersiel zählt.

### Gemeindegliederung
Zur Gemeinde gehören neben dem namengebenden Ort Dornum (mit Ortsvorsteher Holger Janssen) die Ortschaften Dornumergrode (mit Ortsvorsteherin Ute Ennen), Dornumersiel/Westeraccumersiel (mit Ortsvorsteher Uwe Caspers), Nesse (mit Ortsvorsteherin Mathilde Pauls), Neßmersiel (mit Ortsbürgermeisterin Carina Windfuhr), Roggenstede (mit Ortsvorsteher Heinz Krause), Schwittersum (mit Ortsvorsteherin Angela Harm-Rehrmann), Westdorf (mit Ostdorf) (mit Ortsvorsteher Reiner Foken), Westeraccum (mit Ortsvorsteher Thorsten Caspers), und Westerbur (mit Middelsbur) (mit Ortsvorsteher Ernst Sorgenfrei).
Zu diesen Hauptorten gehören weitere kleinere Orte, die im Einzelnen heißen: Aderhusen, Alexandrinenhof, Altensiel, Arler Hammrich, Blankenhausen, Buschplatz, Buterhusen, Butterburg, Cankebeer, Dammspolder, Deich- und Sielrott, Deichstrich, Dreihausen, Eiland, Friedland, Friedrichsfeld, Georgshof, Groß Kiphausen, Harketief, Joachimsfeld, Kiphausen, Klein Kiphausen, Kloster, Marienfeld, Mittel Kiphausen, Mittelstrich, Neegrobeer, Neuhausen, Neßmeraltendeich, Neßmergrode, Neßmermühle, Neßmerpolder, Oster Coldinner Grashaus, Osterbur, Osterdeich, Pumpsiel, Reersum, Reidump, Resterhafe, Roggensteder Hammer, Schlöterei, Siebelshörn, Südenburg, Südenburger Buschhaus, Wahlstätte, Westeraccumer Neuland, Westerburer Neuland, Westerdeich, Wilhelminenhof.

### Klima
Die Gemeinde liegt in einer gemäßigten Klimazone im Klimabezirk Niedersächsisches Flachland Nordsee-Küste. Das Großklima ist maritim geprägt und zeichnet sich durch relativ kühle und regenreiche Sommer; verhältnismäßig milde, schneearme Winter, vorherrschende Westwinde sowie hohe Jahresniederschläge aus. In den Monaten Dezember und Januar fällt die durchschnittliche Temperatur auf null bis minus 2 Grad, im Juli und August werden durchschnittlich 20 Grad erreicht. Die meisten Regentage gibt es mit 20 im Dezember, die wenigsten im März und Mai, wo an 13 Tagen Niederschlag fällt. Die Zahl der durchschnittlichen Sonnenstunden pro Tag schwankt zwischen einer (Dezember/Januar) und sieben Stunden (Mai/Juni).
Nach der Klimaklassifikation von Köppen befindet sich Dornum in der Einteilung Cfb.
- Klimazone C: warm-gemäßigtes Klima
- Klimatyp Cf: feucht-gemäßigtes Klima
- Klimauntertyp b: warme Sommer

Die nächstgelegene Wetterstation befindet sich in Aurich (siehe dort für weitere Informationen).

### Schutzgebiete
Die Gemeinde Dornum grenzt an das Wattenmeer und somit an den Nationalpark Niedersächsisches Wattenmeer. Teile des Deichvorlandes, der Heller, gehören als Schutzzone II dazu. Naturschutzgebiete sind in der Gemeinde nicht zu finden. Größtes Landschaftsschutzgebiet (seit 1991) ist der Dammspolder westlich von Westeraccumersiel mit 67,9 ha. Der Dornumer Schlosspark und der nördlich davon gelegene Landstrich Kreihörn (11,8 ha) sind seit 1969 als Landschaftsschutzgebiet ausgewiesen. Ein geschützter Landschaftsbestandteil ist das Feucht- und Teichgelände Im Ischen südlich von Westeraccum (22,9 ha). Im Dornumer Ortskern befinden sich Linden und Rotbuchen, die als Naturdenkmäler ausgewiesen sind.

## Geschichte

### Ur- und Frühgeschichte
In Dornum wurden Funde aus der Steinzeit und der römischen Kaiserzeit entdeckt, in Roggenstede Steinwerkzeuge, ein Bruchstück einer Steinsichel und Keramikbruchstücke, die auf eine Besiedlung in der Stein- und in der Bronzezeit zwischen 3000 und 800 v. Chr. hindeuten. Besiedelt wurde zunächst der Bereich des ehemaligen Ufersaums. Hier errichteten die Bewohner in urgeschichtlicher Zeit Warften an günstigen Stellen der noch unbedeichten Marsch. Damit konnten sie die fruchtbaren Kleiböden nutzen und hatten über weit ins Landesinnere reichende Priele zugleich Zugang zum Meer. Die ersten Dörfer wurden zu einer Zeit, als das Land noch nicht mit Deichen vor dem Meer geschützt war, auf Warften angelegt. Untersuchungen des Niedersächsischen Instituts für historische Küstenforschung an der Kirchwarft von Resterhafe lassen vermuten, dass diese schon in der römischen Kaiserzeit angelegt wurde.

### Mittelalter
Um das Jahr 1000 begann der Deichbau in der Region. Ein Hafen wird erstmals 1289 erwähnt, als sich die Harlinger in einem Streit mit der Stadt Bremen auf einen im Hafen, genannt Ackumhe, geschlossenen Vertrag beriefen. Ursprünglich gehörte das gesamte Gebiet der heutigen Gemeinde Dornum zum Harlingerland und die Kirche unterstand dem Propst von Ochtersum. Die Hilgenrieder Bucht trennte im Hochmittelalter den Landstrich um Norden, das Norderland des Federgaus, vom früheren Gau Norditi, aus dem sich später das Harlingerland entwickelte. Zum letzteren zählte auch Dornum. Die sukzessive Eindeichung der Hilgenrieder Bucht in den folgenden Jahrhunderten ließ diese natürliche Grenze zwischen Norden und Hage auf der westlichen und Dornum auf der östlichen Seite verschwinden. Zugleich weitete im Jahre 1362 die Zweite Marcellusflut, auch bekannt als Grote Mandränke, das Accumer Tief – ursprünglich wohl ein kleiner Festlandsbach oder eine sumpfige Niederung – derart auf, dass Dornum im Osten eine neue natürliche Grenze zum Harlingerland erhielt. Möglicherweise hat der Hauptort zu dieser Zeit einen eigenen Hafen besessen, was aus der Straßenbezeichnung Kajediek am Schlosspark geschlossen wird.
Die ab 1270 errichtete Kirche samt ihrem Taufstein aus der Erbauungszeit bezeugen eine erfolgte Christianisierung der Dornumer Bevölkerung.

### Häuptlingsherrschaft
Dornum war im Mittelalter Sitz mehrerer Häuptlingsgeschlechter: In der zweiten Hälfte des 14. Jahrhunderts wird Hero Attena als erster Häuptling Dornums genannt. Ob er zugleich auch Häuptling von Nesse war, ist umstritten. Heros Sohn, Lütet, erschlug – angeblich auf Anraten seiner Schwiegermutter – seine Gemahlin Ocka wegen angeblicher Untreue und Aufsässigkeit. Daraufhin ließ die Schwiegermutter Foelke Kampana, Ehefrau des Häuptlings Ocko II. tom Brok und im Volksmund die „Quade Foelke“ genannt, Dornum erobern und Lütet sowie Hero festsetzen. Beide sollen auf den Befehl der Schwiegermutter enthauptet worden sein. Ihren Besitz teilten die Erben anschließend unter sich auf. Auf die Attena folgten durch Heirat und Erbe die Kankena aus Wittmund. Diesen gelang es im Verlauf des 15. Jahrhunderts, in Dornum eine Herrlichkeit mit eigener Gerichtsbarkeit herauszubilden. Diese bestand aus den beiden Kirchspielen im namengebenden Hauptort und Resterhave sowie den Dörfern und Wohnplätzen Dornumergrode, Dornumersiel und Kiphausen. Die örtlichen Häuptlinge (Herren) behielten somit auch innerhalb der Grafschaft Ostfriesland eine gewisse Autonomie.

### Unter den Cirksena (1464–1744)
Die drei Burgen in Dornum wurden im Zuge der Sächsischen Fehde (1514–1517) zerstört. Der ostfriesische Graf Edzard I. und Georg von Sachsen stritten sich in jenen Jahren um Ansprüche in Friesland, woraufhin ein Heer von 20.000 Mann, angeführt von Heinrich I. (Braunschweig-Wolfenbüttel), in Ostfriesland einfiel. Der oldenburgische Graf Johann V. verbündete sich mit diesem, ebenso Hero Omken aus dem Harlingerland. Auf seinem Weg nach Norden überfiel Hero Omken die drei Dornumer Burgen und zerstörte sie, bevor er die Stadt Norden brandschatzte.
In Dornum fand 1665 die letzte Hexenverbrennung Ostfrieslands statt. Das Opfer hieß Teelke Galtets.
In der Petriflut von 1651 wurden Dornumersiel und Accumersiel zerstört, aber bald wieder aufgebaut. 1712 wurde östlich von Neßmersiel der Osterneßmersieler Polder eingedeicht, maßgeblich vorangetrieben durch den Interessenten Teckenbörg.

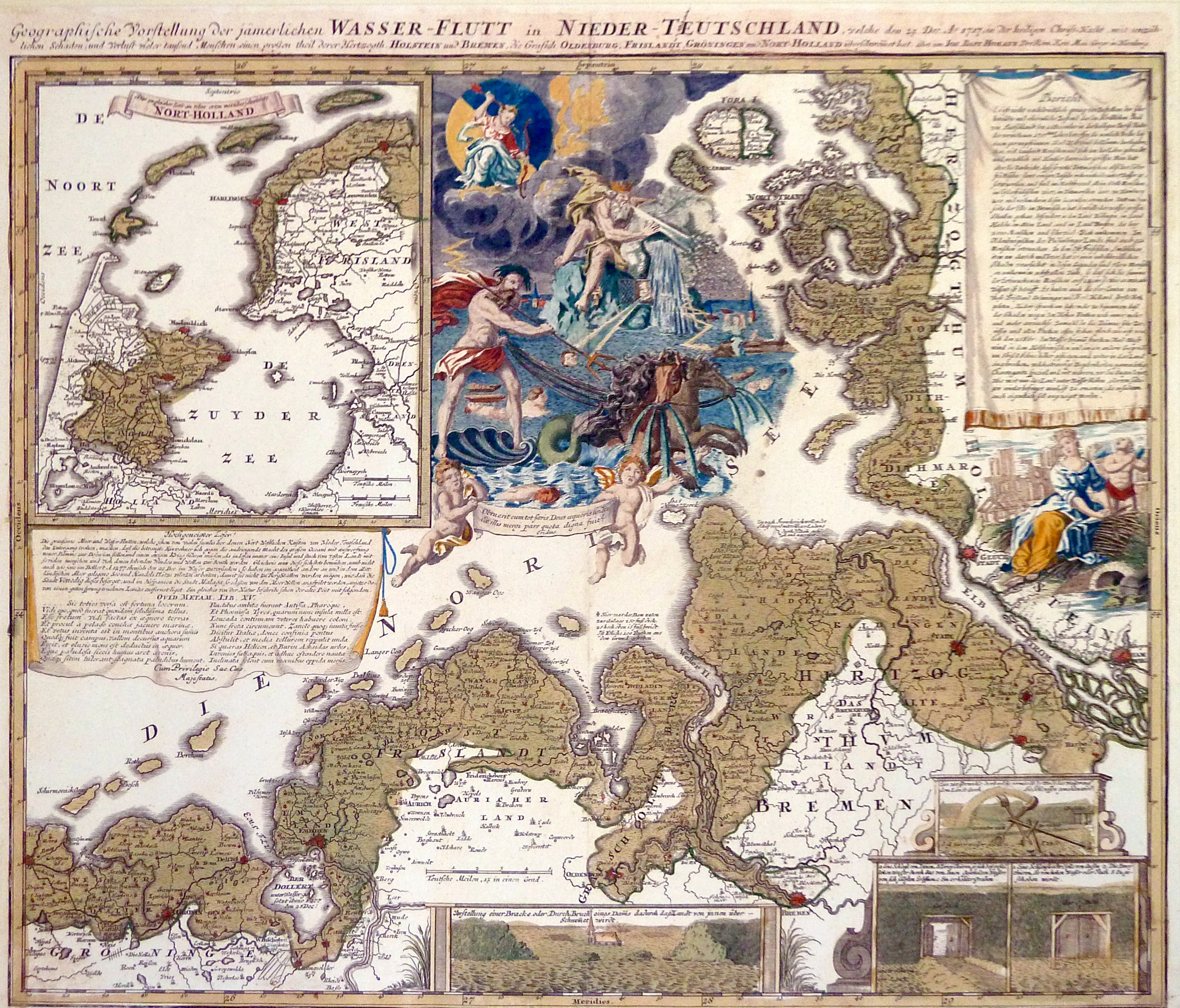
Kolorierte Kupferstichkarte von Homann, Nürnberg, um 1718 zur Weihnachtsflut von 1717

Von der Weihnachtsflut 1717 war das vorliegende Gebiet in starkem Maße betroffen. Nach einer zeitgenössischen Übersicht des Prädikanten Jacobus Isebrandi Harkenroth kamen allein in der Herrlichkeit Dornum 262 Menschen um. In den Fluten ertranken 50 Pferde, mehr als 200 Rinder, fast 100 Schafe und 24 Schweine. 67 Häuser wurden vollständig und 20 teilweise zerstört. Die Naturkatastrophe verwüstete die Siele, Häfen und Orte von Dornumersiel und Westeraccumersiel nahezu völlig: Von 122 Häusern blieben nur sieben stehen, waren aber auch kaum mehr bewohnbar. Hinzu kamen Opfer in Nesse und Umgebung, das seinerzeit zum Amt Berum zählte. Dieses war das am zweitstärksten von der Flut betroffene Amt Ostfrieslands nach demjenigen in Esens. Im Amt Berum kamen 585 Menschen sowie insgesamt mehr als 2500 Nutztiere ums Leben, von denen ein – nicht mehr genau bestimmbarer – Teil auf Nesse, Westdorf, Ostdorf, Neßmersiel und die umliegenden Höfe entfiel. Im Amt Berum wurden 188 Häuser völlig und 164 teilweise zerstört.

### Preußische Zeit (1744–1806/15)
In der zweiten Hälfte des 18. Jahrhunderts legte die preußische Regierung großen Wert auf die Urbarmachung weiterer Landstriche, wozu – neben der Moorkolonisierung – auch die Eindeichung zählte. Entstanden sind in jener Zeit der Dammspolder (1764/71) sowie der Westerburer Polder (1771/78), an deren Eindeichung der Amtsverwalter und Bürgermeister von Norden, Dr. Hajo Lorenz Damm, entscheidenden Anteil hatte. Er war auch an der Anlegung eines neuen Polders im heutigen Norder Stadtgebiet beteiligt. 1772 wurde der Westerneßmersieler Polder eingedeicht, ihm folgte 1774/75 der Hamm-Polder an der Außenseite des damaligen Außentiefs nach Neßmersiel. 1775 kam schließlich der Kuchenbäckerpolder hinzu, benannt nach einer der treibenden Kräfte bei der Eindeichung, Johann Friedrich Kuchenbäcker (1722–1787).
Die Herrlichkeit Dornum umfasste 1794 die Ortschaften Dornum, Dornumergrode, Dornumersiel, Resterhafe, Reersum, Schwittersum und Kiphausen mit zusammen 1224 Einwohnern. Zentraler Ort war Dornum mit knapp der Hälfte (602) der Einwohner. Diese verteilten sich auf die beiden Burgen, neun Bauernhöfe, 106 Feuerstellen („volle “Haushaltungen) sowie 97 ganze und halbe Warfstellen (Tagelöhner und landwirtschaftliche Nebenerwerbsbetriebe). In Dornumergrode fanden sich 16 Höfe und 30 Warfstellen, in Dornumersiel 35 Warfstellen.

### Hannoversche Zeit (1815–1866)

Graf Ernst zu Münster

Im Jahr 1820 erwarb Ernst Friedrich Herbert zu Münster die Herrlichkeit Dornum vom Vorbesitzer, dem Geheimrat Hoffbauer zu Minden. Unter seiner Ägide wurde die Neulandgewinnung weiter vorangetrieben. Etwa ein Jahrzehnt nach der Übernahme der Herrlichkeit begann die Anlegung des heutigen Münsterpolders. Dessen Fertigstellung fiel jedoch bereits ins Todesjahr des Grafen, 1839. Im Polder entstand 1852 der Alexandrinenhof, benannt nach Alexandrine Galitzin, der Ehefrau von Georg Herbert zu Münster, der die Herrlichkeit von seinem Vater übernommen hatte. Außerdem wurde der Wilhelminenhof, benannt nach der Ehefrau von Ernst Friedrich Herbert zu Münster, Wilhelmine Charlotte Prinzessin zu Schaumburg-Lippe, in den neuen Polder verlegt.

### Kaiserreich
Als die preußische Regierung 1885 die alte Ämterstruktur zugunsten von Landkreisen abschaffte, wurde der Landkreis Norden gebildet. Die Gemeinden des vorliegenden Gebiets gehörten seit jenem Jahr zum genannten Landkreis.
Wie in allen Marschengebieten Ostfrieslands bestanden während des gesamten 19. Jahrhunderts und auch bis ins 20. Jahrhundert hinein große soziale und wirtschaftliche Gegensätze zwischen reichen Großbauern und armen Landarbeitern: „In der Marsch wirkten sich die sozialen Unterschiede besonders scharf und hart aus: Auf der einen Seite zähe und stolze Bauern, Herren durch und durch, auf der anderen Seite die Tagelöhner. Auch sie gleichen Stammes und den Bauern an Stolz nicht nachstehend, aber wirtschaftlich in drückender Abhängigkeit.“
In Berichten von Landarbeitern heißt es, dass die Arbeitstage von 4 bis 18 Uhr dauerten, unterbrochen von einer eineinhalbstündigen Mittagspause. Die Landarbeiter schliefen, so sie kein eigenes (und wenn, dann sehr bescheidenes) Häuschen besaßen, oftmals mit dem Vieh im Stall. Schon mit etwa 13 Jahren, direkt nach dem Schulbesuch, wurde der Nachwuchs über sogenannte „Gesindemakler“ an Bauern vermittelt. Neben anderen gesundheitlichen Problemen war auch Alkoholismus weit verbreitet.
Ende des 19. Jahrhunderts wanderten daher viele Einwohner in die Vereinigten Staaten aus. Unter ihnen befand sich auch Miene Schönberg.

### Weimarer Republik
Während der vierzehn Jahre der Weimarer Republik machte sich in den Ortschaften der Gemeinde Dornum – wie in den meisten Kommunen Ostfrieslands – ein spürbarer Schwenk bei den Wahlen von links(liberal) nach rechts bemerkbar. Besonders augenfällig war dies im Hauptort Dornum, wo die USPD bei der Wahl zur Deutschen Nationalversammlung (1919) mit 30,1 % der Stimmen Wahlsieger vor der linksliberalen DDP (27,7) und der SPD (18,8) wurde. Bei der Wahl im Mai 1924 hingegen ging bereits die antisemitische DNVP mit 30,5 % vor der SPD mit 22,1 % als Sieger hervor. Den Ergebnissen der ein Jahr später vorgenommenen Volkszählung zufolge lebten 1925 in Dornum 58 Juden. Vier Jahre später lag die in ihrem Antisemitismus noch radikalere NSDAP mit 32,2 % der Stimmen vor der SPD (26,3 %). Bei den Reichstagswahlen 1932 und 1933 schließlich erreichte die NSDAP mit fast 60 % der Stimmen sogar die absolute Mehrheit.
Paul Alexander Wilhelm (William) zu Münster verkaufte 1930 die Reste der einstigen Herrlichkeit Dornum. Nach seinen Vorstellungen sollte der Besitz ungeteilt bleiben, also Schloss und die Höfe Wilhelminenhof, Alexandrinenhof, Joachimsfeld, Groß-Kiphausen, Schwittersum, Georgshof, Marienfeld und Damm mitsamt Ländereien (849 Hektar) an einen anderen Besitzer übergehen. Für den Preis von einer Million Reichsmark fand sich jedoch kein einzelner Käufer, weshalb sich die Pächter der genannten Höfe sowie ein von der Industrie verdrängter Landwirt vom Niederrhein den Besitz sicherten und ihn anschließend aufteilten. Das Schloss wurde seit 1932 von der SA als Führerschule benutzt und ging später in den Besitz des Staats über.

### Nationalsozialismus

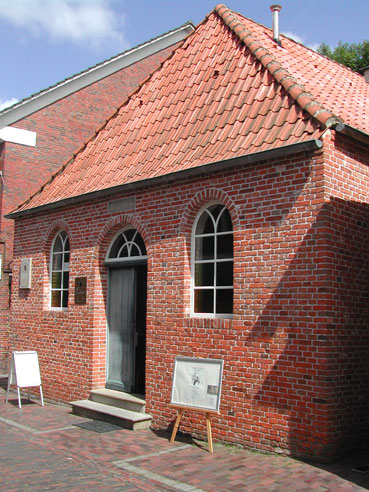
Ehemalige Synagoge Dornum

Die Synagoge war entwidmet und am 7. November 1938 für 600 Reichsmark an den benachbarten Tischlermeister August Teßmer verkauft worden, der sie fortan als Lagerraum nutzte. Dennoch wurden in der Pogromnacht 1938 die Fenster des Gebäudes eingeschlagen, die noch vorhandenen Einrichtungsgegenstände aus dem Gebäude geholt und auf dem Marktplatz verbrannt. SA-Truppen nahmen in jener Nacht alle jüdischen Einwohner des Orts fest und brachten sie ins benachbarte Norden, wo auch andere Juden aus dem Landkreis zusammengetrieben wurden. Alte, Frauen und Kinder wurden am Morgen des 10. November entlassen, die Männer ins KZ Sachsenhausen deportiert, aus dem sie erst nach Wochen zurückkehrten. In der Folgezeit versuchten die letzten Juden, soweit sie dazu in der Lage waren, Dornum beziehungsweise Deutschland zu verlassen. Am 13. September 1939 lebten in Dornum noch 8 jüdische Mitbürger. Am 8. März 1940 wurde die Ortschaft als „judenfrei“ gemeldet.
Während des Zweiten Weltkriegs waren im Gemeindegebiet Kriegsgefangene und weitere Internierte verschiedener Nationalitäten untergebracht. Im Hauptort bestand ein Arbeitslager, das zeitweilig bis zu 46 Personen umfasste, sämtlich Russen. Daneben waren zeitweilig auch Deutsche, Polen, Serben und Franzosen interniert. Bei Landwirten in und um Nesse waren weitere Gefangene untergebracht, unter ihnen neben Deutschen auch Franzosen, Belgier und Polen. Diese Zwangsarbeiter wurden vornehmlich zu Arbeiten in der Landwirtschaft herangezogen.

### Nachkriegszeit
Beginnend in den späten 1960er-Jahren fand in Dornumersiel eine Hinwendung zum (Bade-)Tourismus statt. In den folgenden Jahrzehnten wurde die touristische Infrastruktur sukzessive ausgebaut. Am 22. Juni 1967 wurde die Strandhalle eröffnet, im selben Jahr der neue Hafen in Accumersiel in Betrieb genommen. Er beherbergt nicht nur eine Kutterflotte, sondern bietet auch Platz für Sport- und Freizeitboote. Der Campingplatz folgte im Jahr darauf. Der Sandstrand wurde 1969 durch Aufspülung auf 80.000 Quadratmeter erweitert, in jenem Jahr waren zudem die ersten 100 Ferienhäuser in einer Siedlung hinter dem Strand fertiggestellt. Im Folgejahr folgten weitere 160 Häuser. Ein Meerwasserschwimmbecken folgte 1973. Die Investitionen führten 1981 zur Anerkennung Dornumersiels als Erholungsort. In Dornumersiel entstanden zudem Anfang der 1980er-Jahre mehrere drei- bis viergeschossige Ferienhaus-Wohnblocks. Auch in Neßmersiel investierten die Gemeinde und Privatleute in die Infrastruktur. Der Fährhafen nach Baltrum wurde 1970 weiter an die Küste vorverlegt, da das Fahrwasser zunehmend verschlammte. Die Fahrtzeit der Fähre verkürzte sich dadurch zudem auf 20 Minuten.
Am 1. Juli 1972 wurden die Gemeinden Roggenstede, Schwittersum und Westeraccum (vorher im Landkreis Wittmund) eingegliedert. Am 1. November 2001 kamen die Gemeinden Dornumersiel mit den am 1. Juli 1972 eingegliederten Orten Dornumergrode, Westeraccumersiel und Westerbur sowie Nesse mit den am 1. Juli 1972 eingegliederten Orten Neßmersiel und Westdorf hinzu.
Dornum war noch bis zum 31. Oktober 2001 eine Samtgemeinde, die 1972 aus dem Zusammenschluss der Gemeinden Dornum, Nesse und Dornumersiel entstanden war. Heute ist Dornum, vorangetrieben durch den Gemeindedirektor Dieter Erdmann, eine Einheitsgemeinde mit den Ortsteilen Dornum, Dornumergrode, Dornumersiel, Westeraccumersiel, Nesse, Neßmersiel, Westeraccum, Westdorf (mit Ostdorf), Westerbur und Roggenstede.

### Einwohnerentwicklung

Einwohnerentwicklung 1821–2016 nach nebenstehender Tabelle

Die Einwohnerzahl des Hauptorts bewegt sich seit geraumer Zeit um die 1.000er-Marke. Ein wesentlicher Schub in der Einwohnerentwicklung ergab sich nach Ende des Zweiten Weltkriegs, als viele Flüchtlinge aus den früheren Ostgebieten des Deutschen Reichs aufgenommen wurden. So waren im Jahre 1946 von den insgesamt 1255 Einwohnern 301 Personen Flüchtlinge, was einem Anteil von 24 Prozent entspricht. 1950 registrierte man 1264 Einwohner. Die Zahl der Flüchtlinge lag bei 346. Die Quote stieg somit auf 27,4 Prozent.
Am 30. Juni 2008 hatte die gesamte Gemeinde Dornum 4767 Einwohner, die sich auf einer Fläche von 76,78 km² verteilten. Dies entspricht einer Einwohnerdichte von 62,1 Personen je km².
| Jahr | Einwohner |
| ---- | --------- |
| 1821 | 793       |
| 1848 | 909       |
| 1871 | 912       |
| 1885 | 794       |
| 1905 | 841       |
| 1925 | 789       |

| Jahr | Einwohner |
| ---- | --------- |
| 1933 | 826       |
| 1939 | 833       |
| 1946 | 1252      |
| 1950 | 1246      |
| 1956 | 1029      |
| 1961 | 939       |

| Jahr | Einwohner |
| ---- | --------- |
| 1970 | 4991      |
| 1975 | 5290      |
| 1980 | 5109      |
| 1985 | 5061      |
| 1990 | 4503      |
| 1995 | 4714      |

| Jahr | Einwohner |
| ---- | --------- |
| 2000 | 4663      |
| 2005 | 4803      |
| 2008 | 4767      |
| 2011 | 4748      |
| 2015 | 4636      |
| 2016 | 4595      |

| Jahr | Einwohner |
| ---- | --------- |
| 2017 | 4513      |
| 2020 | 4466      |

### Entwicklung des Ortsnamens
Der Gründungsmythos berichtet von einem Riesen, der auf der noch unbewohnten Geestinsel ein Haus errichtete, weil diese von einem dichten Dornwald überwuchert war, die ihn vor Überfällen der Seeräuber schützte. Die These von den namengebenden Dornen ist inzwischen widerlegt. Der Ortsname ist eine Zusammensetzung des Rufnamens Dore mit -Sum, was „Heim“ bedeutet. Nach dem derzeitigen Stand der Namendeutung ist zu vermuten, dass sich im ersten Jahrtausend unserer Zeitrechnung der Verband des Dore niedergelassen hat.
Erstmals wird der Ort im Jahre 1400 als to Dornen und to Dornym erwähnt. Im Jahre 1589 wurde er Dornum, 1435 in Thornum genannt. Anschließend setzte sich die heutige Schreibweise durch.

## Politik

### Gemeinderat
Der Gemeinderat der Gemeinde Dornum besteht aus 14 Ratsfrauen und Ratsherren. Dies ist die festgelegte Anzahl für eine Gemeinde mit einer Einwohnerzahl zwischen 3.001 und 5.000 Einwohnern. Die 14 Ratsmitglieder werden durch eine Kommunalwahl für jeweils fünf Jahre gewählt. Die aktuelle Amtszeit begann am 1. November 2016 und endet am 31. Oktober 2021.
| Partei / Liste                               | Stimmenanteil | Sitze |
| -------------------------------------------- | ------------- | ----- |
| SPD                                          | 54,63 %       | 8     |
| CDU                                          | 19,09 %       | 3     |
| Freie Bürgerschutzinitiative SG Dornum (FBI) | 08,30 %       | 1     |
| EFF                                          | 13,12 %       | 2     |

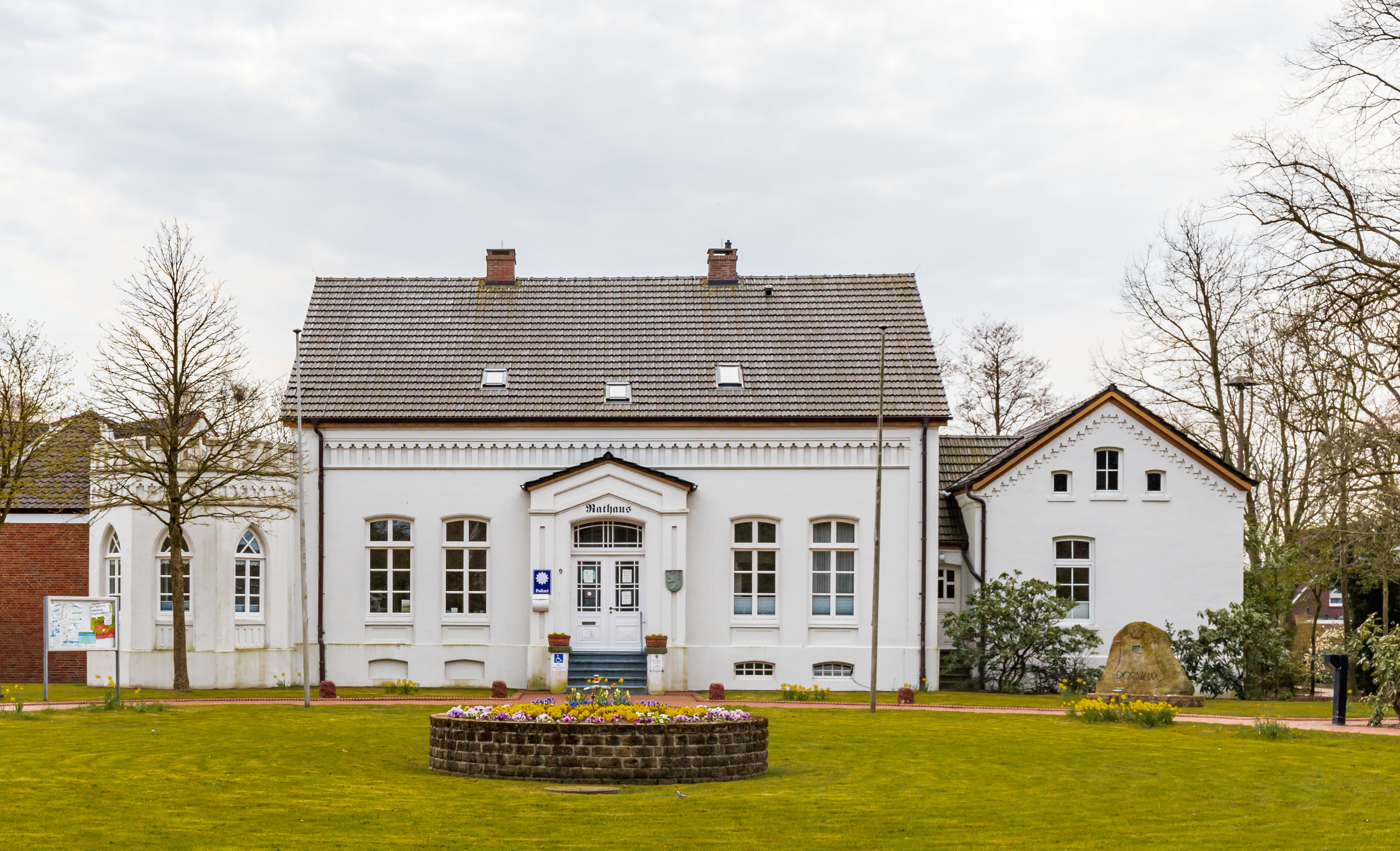
Das Rathaus der Gemeinde

Die Wahlbeteiligung bei der Kommunalwahl 2021 lag mit 63,45 % etwas über dem niedersächsischen Durchschnitt von 57,1 %. Zum Vergleich – bei der vorherigen Kommunalwahl vom 11. September 2016 lag die Wahlbeteiligung bei 59,66 %.

### Bürgermeister
Gewählter hauptamtlicher Bürgermeister der Gemeinde Dornum ist seit 2021 Uwe Trännapp von der SPD. Amtsvorgänger war der parteilose Michael Hook, der das Amt seit 2007 innehatte. Für seine erste Amtszeit setzte sich Hook mit 53,54 % der Stimmen gegen den Kandidaten Thomas Erdmann von der SPD durch. Bei der letzten Bürgermeisterwahl am 12. Oktober 2014 wurde Hook für eine zweite Amtszeit wiedergewählt. Er setzte sich dabei mit 51,47 % der Stimmen vor dem SPD-Kandidaten Herwig Horman, der 43,13 % erreichte, und dem Grünen Hinrich Becker mit 5,39 %, durch. Bei der Kommunalwahl vom 12. September 2021 erhielt er 27,92 Prozent. Sein Herausforderer Uwe Trännapp von der SPD erhielt 45,47 Prozent der Stimmen. Beide traten in einer Stichwahl, die die parallel zur Bundestagswahl stattfand, gegeneinander an. Uwe Trännapp entschied den zweiten Wahlgang klar für sich.

### Vertreter in Land- und Bundestag
Die Gemeinde Dornum gehört zum Landtagswahlkreis 87 Landtagswahlkreis Wittmund/Inseln, der den gesamten Landkreis Wittmund sowie im Landkreis Aurich die Städte Norderney und Wiesmoor, die Gemeinde Dornum und die Inselgemeinden Juist und Baltrum umfasst. Bei der letzten Landtagswahl in Niedersachsen vom 9. Oktober 2022 wurde das Direktmandat von Karin Emken (SPD) gewonnen. Sie erhielt 38,5 % der Stimmen. Emken löst damit den vorherigen Landtagsabgeordneten Jochen Beekhuis (parteilos, zuvor SPD) ab, der seit seinem Ausschluss aus der SPD-Fraktion am 22. Oktober 2019 dem Landtag als fraktionsloser Abgeordneter angehörte.
Bei Bundestagswahlen gehört Dornum zum Wahlkreis 24 Aurich – Emden. Dieser umfasst die Stadt Emden und den Landkreis Aurich. Bei der Bundestagswahl 2025 wurde der Sozialdemokrat Johann Saathoff direkt wiedergewählt. Über Listenplätze der Parteien zog kein Kandidat der Parteien aus dem Wahlkreis in den Bundestag ein.

### Kommunalhaushalt
Die Gemeinde Dornum befindet sich in einer schlechten Finanzlage. Grund hierfür ist in erster Linie der Wegfall der Gewerbesteuereinnahmen des norwegischen Energiekonzerns Statoil, der eine Anlandestation für Nordseegas in der Gemeinde betrieb (heute im Besitz des norwegischen Staatskonzerns Gassco befindlich, s. Wirtschaft). Nach Umstrukturierungen entfielen nicht nur ab 2006 die Gewerbesteuern, die Gemeinde musste sogar vorab gezahlte Steuern zurückzahlen. Die Haushaltslage Dornums verschlechterte sich deutlich. Die Gemeinde liegt jedoch knapp über der Bemessungsgrenze für Sonderzuweisungen des Landes Niedersachsen, so dass keine Ausgleichs-Sonderleistungen gezahlt werden. Die Verschuldung, die 2005 nur 140.000 Euro betragen hatte, stieg bis Ende 2012 auf mehr als 6,4 Millionen Euro an. Ende 2021 lag dieser Wert bei 2,6 Millionen Euro.

### Partnerschaft
Die Partnergemeinde Dornums ist Triebel im Vogtland. Der Ort mit rund 1700 Einwohnern gehört zur Verwaltungsgemeinschaft Oelsnitz/Vogtl. und ist überwiegend landwirtschaftlich geprägt.

### Wappen, Flagge und Dienstsiegel
| Wappen von Dornum | Blasonierung: „In Gold ein aufgerichteter rotbewehrter und rotgezungter schwarzer Bär mit einem goldenen Halsband.“ |
| Wappen von Dornum | Wappenbegründung: Das Wappen spiegelt die Geschichte der Gemeinde wider. Als die damalige Gemeinde Dornum (der heutige Hauptort) im Jahre 1961 ein Wappen einführen wollte, entschied man sich für das Wappen der Häuptlingsfamilie Attena, der Herren des Harlingerlandes, die ihren Stammsitz sehr wahrscheinlich auf der Norderburg hatten. Dem Geschlecht gehörten seit der zweiten Hälfte des 14. Jahrhunderts und im frühen 15. Jahrhundert die Häuptlinge zu Dornum an. Das Wappen der Attena hielt auch Einzug in das Ostfrieslands sowie in abgewandelter Form eines aus einem Mauerturm wachsenden Bären in das Stadtwappen von Esens. Im Stadtwappen von Wittmund repräsentieren zwei Bärenklauen die frühere Herrschaft der Attena. |

|  | 00Hissflagge:„Die Flagge ist gelb-schwarz geteilt mit dem aufgelegten Wappen in der Mitte.“ |

|  | 00Gemeindesiegel:„Das Dienstsiegel enthält das Wappen und die Umschrift Gemeinde Dornum.“ |

.

## Religion

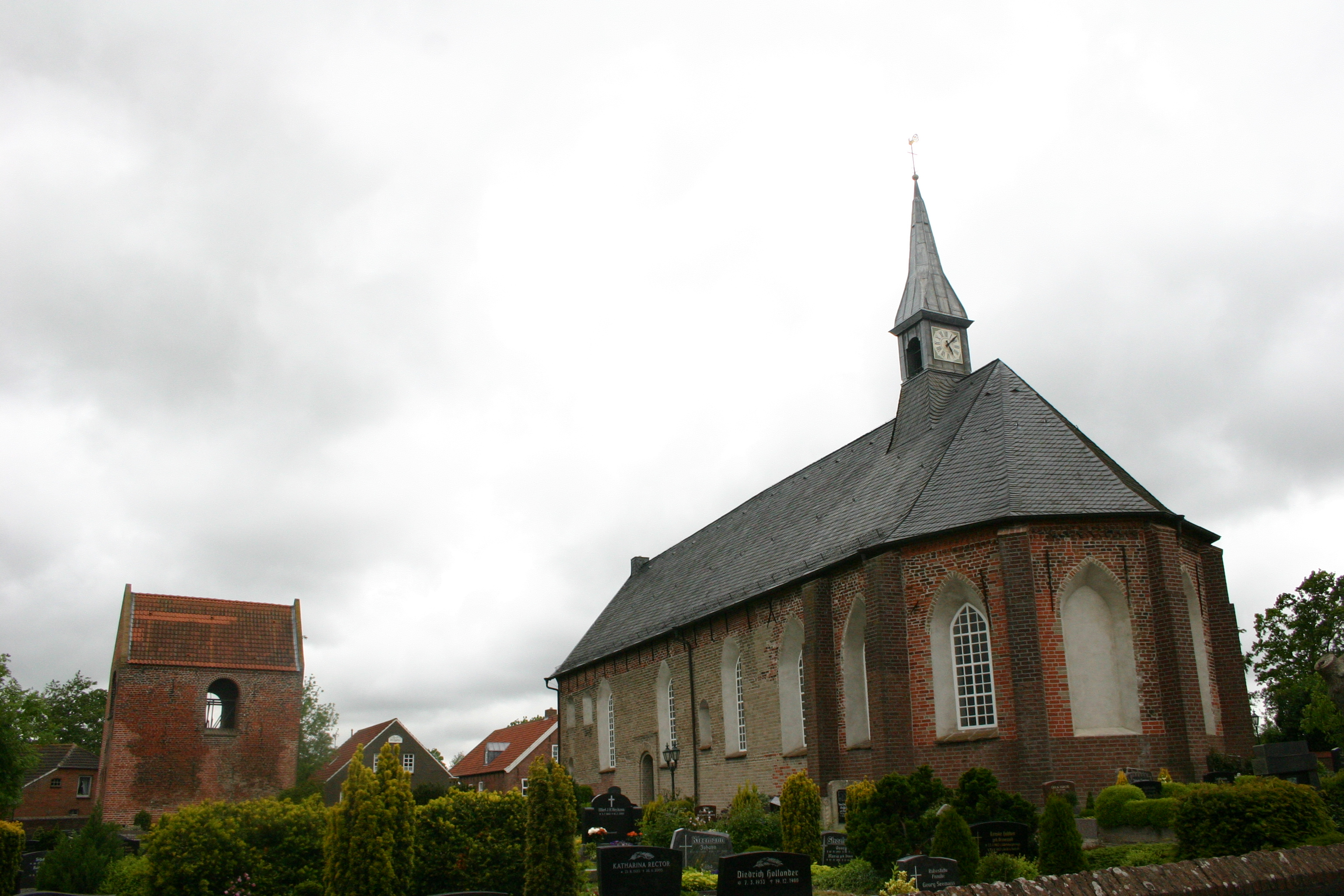
St.-Marien-Kirche in Nesse

Die Kirchengemeinden des Hauptorts, von Nesse und von Resterhafe zählen zum Kirchenkreis Norden, wobei Resterhafe mit 336 Gemeindemitgliedern die drittkleinste Gemeinde des Kirchenkreises ist. Die Gemeinden in Roggenstede, Westeraccum und Westerbur hingegen gehören zum Kirchenkreis Harlingerland.
Auf dem Gebiet der politischen Gemeinde gibt es die lutherischen Kirchengemeinden Dornum, Resterhafe, Roggenstede, Westeraccum und Westerbur. Zusammen kommen sie bei einer Gesamt-Einwohnerzahl der politischen Gemeinde von rund 4.800 Menschen auf etwa 2.800 Mitglieder. Die beiden größten Gemeinden sind Nesse mit zirka 800 und Dornum mit etwa 860 Gemeindegliedern. Westeraccum hat etwa 400, Westerbur rund 200 und Roggenstede zirka 200 Gemeindeglieder. Hinzu kommen die etwa 336 Gemeindeglieder von Resterhafe. Die Kirche im Hauptort ist eine „verlässlich geöffnete Kirche“, steht Besuchern also zu festgelegten Zeiten stets offen.
Die Dornumer Neuapostolische Kirchengemeinde wurde am 22. Februar 2015 aufgelöst. Zu diesem Zeitpunkt bestand sie 80 Jahre. 2006 zählte die Gemeinde noch 64 Mitglieder.
Zahlen zu muslimischen Einwohnern liegen nicht vor. Die nächstgelegenen Moscheen befinden sich in Emden (Eyüp-Sultan-Moschee) und Wilhelmshaven.
Eine jüdische Gemeinde gibt es seit der Zeit des Nationalsozialismus hingegen nicht mehr. Die Jüdische Gemeinde Dornum bestand über einen Zeitraum von rund 300 Jahren von ihren Anfängen im 17. Jahrhundert bis zu ihrem Ende am 8. März 1940. Noch im Jahre 1925 konnte der Ort mit 7,3 Prozent den höchsten prozentualen Bevölkerungsanteil jüdischer Mitbürger in Ostfriesland aufweisen. Nach 1933 ausgegrenzt und verfolgt, emigrierten viele Juden. Über 50 % der 1933 in Dornum lebenden jüdischen Einwohner wurden im Holocaust ermordet. Keiner der überlebenden Dornumer Juden zurück. Vom jüdischen Leben zeugen der erhaltene Friedhof der Gemeinde sowie die Synagoge Dornum, in der eine Gedenkstätte eingerichtet wurde.

## Wirtschaft und Infrastruktur

### Wirtschaft
Im Flecken Dornum dominierten traditionell kleine Handwerks- und Gewerbebetriebe die Wirtschaft. Weite Teile des Gemeindegebiets der umliegenden Ortschaften waren hingegen noch nach der Gemeinde- und Gebietsreform landwirtschaftlich geprägt. Der Boden ist sehr fruchtbar mit einer hohen Bodenwertzahl. 1974 zählte man 87 Unternehmen in der Agrarwirtschaft. In den Folgejahren sank diese Zahl von 66 (1979) auf schließlich 51 (1987) erheblich. Gleichzeitig war eine Konzentration zu beobachten, hatten doch 1987 Großbetriebe (28) deutlich die Mehrheit. Des Weiteren waren 12 kleine und 11 mittlere Unternehmen vertreten. Die Zahl der nichtlandwirtschaftlichen Arbeitsstätten ging, nachdem sie 1971 sprunghaft auf 106 angestiegen war, 1987 auf 90 zurück. Die Summe der Erwerbspersonen verdoppelte sich mit 718 nahezu. Auch die Quote der Auspendler (45,7 %) und Einpendler (42,5 %) erhöhte sich 1987 deutlich.
Als dünn besiedelte Gemeinde an der Nordseeküste, wo ein recht steter Wind weht, eignet sich die Gemeinde zur Erzeugung von Windenergie. In Dornum gibt es mehrere Windparks, die Gemeinde hat Flächen zur weiteren Nutzung durch Windenergieanlagen festgelegt. Nutzungskonflikte ergeben sich jedoch zuweilen mit dem Vogelschutz.

#### Gasanlandung
Dornum ist eine Drehscheibe für Erdgaslieferungen nach Europa. In Cankebeer, zwischen Dornum und Nesse gelegen, betreibt das norwegische Unternehmen Gassco AS, das sich ausschließlich im Eigentum des norwegischen Staats befindet, eine Erdgas-Anlandungsanlage für die Europipe-Pipelines. In dieser Anlage wird der Druck von etwa 160 bar auf 80 bar entspannt und der Rohstoff anschließend über 49 Kilometer lange unterirdischen Leitungen nach Emden transportiert, wo die Gasmenge gemessen und an die Kundennetze abgegeben wird. Auf diese Weise wird Erdgas per Pipeline aus Norwegen nach Dornum transportiert und für den europäischen Markt zur Verfügung gestellt. Eine weitere Leitung geht von Dornum aus nach Salzwedel in die NETRA-Pipeline.

#### Tourismus
In den Sommermonaten und zu einzelnen Perioden des Winterhalbjahres (etwa Weihnachten/Jahreswechsel oder Karneval) ist der Tourismus von Bedeutung. Die Gemeinde Dornum verbucht jährlich knapp 500.000 Übernachtungen. Insgesamt stehen rund 6.000 Betten zur Verfügung. Touristische Schwerpunkte sind der Hauptort Dornum, der Hafen- und Sielort Dornumersiel sowie Neßmersiel mit dem Freizeitzentrum „Sturmfrei“. Außerdem verfügt Neßmersiel über eine der in Ostfriesland zahlreichen Paddel- und Pedalstationen. Beherbergungsmöglichkeiten finden sich aber auch in allen anderen Dörfern der Gemeinde.
Wohnmobilstellplätze gibt es in Dornumersiel sowie in Dornum. Hotels finden sich im Hauptort sowie in Neßmersiel, private Pensionen jedoch in allen Dörfern der Gemeinde. Ferienhäuser sind in allen Ortsteilen zu finden. Darüber hinaus vermieten Landwirte Zimmer auf ihren Höfen.
Der Campingplatz in Dornumersiel verfügt über ca. 150 Dauerstellplätze, 100 Touristenstellplätze, 16 Wohnmobilstellplätze und 40 Zeltplätze. In Dornumersiel gibt es darüber hinaus das Reethaus am Meer mit Spielscheune, Kinderanimation, Kamin- und Lesezimmer sowie Touristinformation. Neben der Hafeneinfahrt befindet sich ein Sandstrand.

### Landwirtschaft
Die Gemeinde ist deutlich von der Landwirtschaft geprägt, wobei Grünlandwirtschaft in den Altmarschgebieten ebenso betrieben wird wie Ackerbau in den Jungmarschgebieten. Im Kernort Dornum befindet sich zudem eine größere Obstanbau-Plantage, in der Äpfel erzeugt werden.
Ein Teil der Landwirtschaftsflächen im Raum Westdorf/Ostdorf/Nessmersiel ist im Besitz der Theelacht, einer alten genossenschaftlichen Vereinigung von Landbesitzern aus dem Norderland. Die Theelacht gliedert sich auf in acht „Theele“ (Anteile), die jeweils über Ländereien verfügen. Fünf der „Theele“ befinden sich gänzlich oder zumindest in Teilen auf Dornumer Gebiet: Hover Theel, Osthover Theel, Neugroder Theel, Eber Theel und kleine Teile der Ekeler Theel. Die Ländereien werden an Landwirte in den jeweiligen Gebieten verpachtet.

### Verkehr

Verkehrsachsen in Ostfriesland: Dornum (zwischen Norden und Esens) liegt abseits der Hauptverkehrswege. Die nächstgelegenen Autobahnen sind die A 31 bei Emden/Riepe und die A 29 bei Wilhelmshaven

#### Straßenverkehr
Dornum liegt abseits der Hauptverkehrswege. Über die Landesstraße 5 ist die Gemeinde mit den Städten Norden und Esens, über die Landesstraße 7 mit Aurich verbunden. Die nächstgelegenen Autobahn-Anschlussstellen in Ostfriesland liegen an der A 31 (Emden-Bottrop) auf Emder Stadtgebiet (Auffahrt Emden-Nord, zirka 44 Kilometer) oder an der Anschlussstelle Riepe (etwa 41 Kilometer). Bei Fahrten in Richtung Oldenburg/Bremen ist die Route über die A 29 kürzer, die Auffahrt am Wilhelmshavener Kreuz ist rund 49 Kilometer entfernt. Überland-Buslinien verbinden Dornum mit Norden und Esens. In die Kreisstadt Aurich gibt es jedoch trotz mehrfacher Bitten aus der Dornumer Politik keine Direktverbindung, die Fahrt über Norden oder Esens ins gut 20 Kilometer entfernte Aurich dauert mehr als eine Stunde. Eine Ausnahme bildet in den Sommermonaten ein Urlauberbus, der zweimal täglich verkehrt.
Dornum verfügt über ein gut ausgebautes Radwegenetz. An den beiden Landesstraßen als Hauptverkehrsträger befinden sich separate Fahrradwege. Die Gemeinde liegt am Nordseeküsten-Radwanderweg.

#### Schienenverkehr

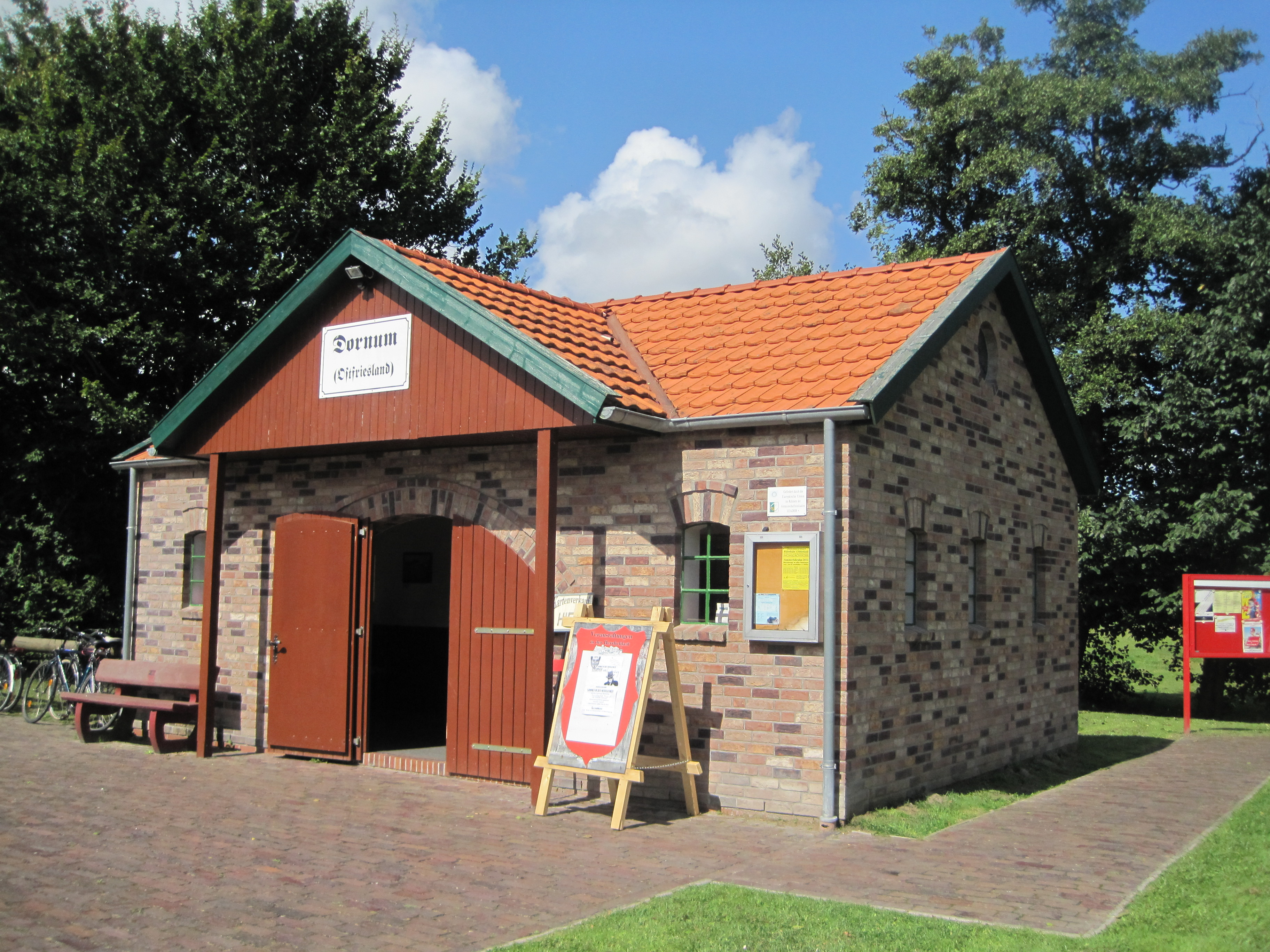
Bahnhofsgebäude der Museumsbahn

Dornum verfügt nicht mehr über einen regulären und dauerhaften Anschluss an das Schienennetz. Die nächstgelegenen Bahnhöfe befinden sich in Norden und Esens. Während der Norder Bahnhof ein Intercity-Halt mit Verbindungen in Richtung Bremen/Hannover mit Linie 56 und mit Linie 35 Richtung Münster/Köln ist, fahren ab Esens Regionalzüge der NordWestBahn, die (mit Umstieg in Sande) den Oldenburger Hbf anbinden.
Dornum wurde 1883 über die Ostfriesische Küstenbahn erreicht. Am 29. Mai 1983 endete der Personenverkehr zwischen Norden und Dornum. Der Frachtverkehr blieb zunächst bestehen. Die Strecke wird auf vorgenannter Relation seit 1987 im touristischen Verkehr durch die Museumseisenbahn Küstenbahn Ostfriesland befahren. Am 23. September 1989 wurde auch der Güterverkehr aufgegeben und die Strecke 1991 von der Deutschen Bahn über den Landkreis Aurich an die Anliegergemeinden verkauft. Diese haben sie an die Museumseisenbahn verpachtet. Das Teilstück zwischen Dornum und Esens wurde am 27. September 1985 stillgelegt und 1986 demontiert. Auf der Trasse befindet sich nunmehr ein Bahnradweg. Der Abschnitt Norden – Dornum wird heute als öffentliche Eisenbahninfrastruktur von der Gemeinde Dornum als Eisenbahninfrastrukturunternehmen betrieben.

#### Schiffsverkehr

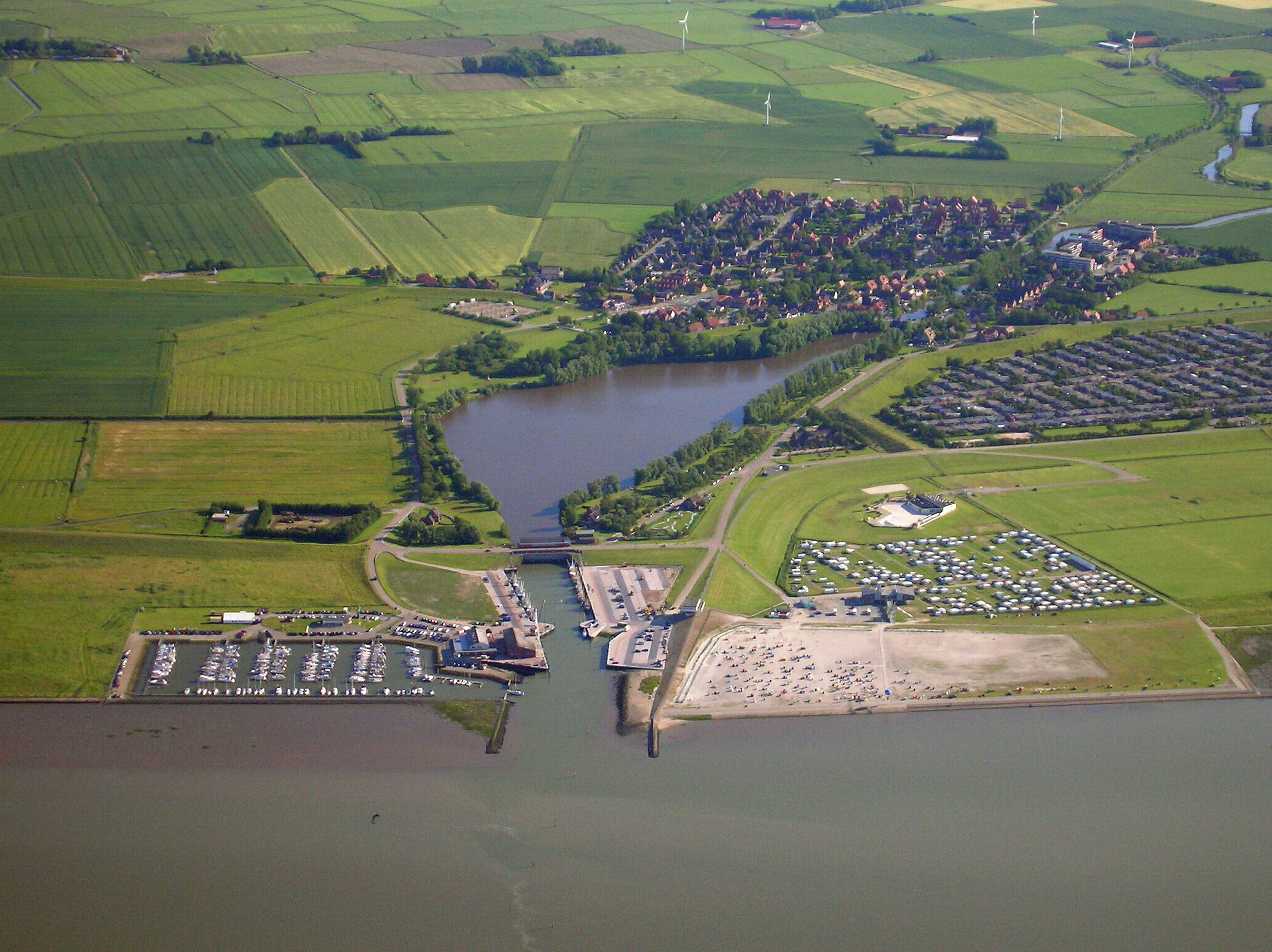
Dornumersiel

Auf dem Gemeindegebiet befinden sich Häfen in den Ortsteilen Dornumer-/ Westeraccumersiel und in Neßmersiel. Die Nordseeinsel Baltrum wird gezeitenabhängig von Fährschiffen der 1928 gegründeten Reederei Baltrum-Linie von Neßmersiel aus angesteuert. Die Fahrzeit beträgt etwa 30 Minuten. Je nach Jahres- und Reisezeit gibt es täglich ein bis maximal vier Abfahrten je Richtung. Das Gepäck der Urlauber wird vor der Abfahrt in Container verladen und dann mit derselben Fähre befördert. Die Reederei betreibt eine eigene Busanbindung zum Bahnhof Norden. Insgesamt werden pro Jahr über 200.000 Personen von und nach Baltrum befördert. Mit vier Fährschiffen, darunter einer Fracht- und Personenfähre und einem Jetboot, wird die Insel ans Festland angebunden. Nachdem der Frachtverkehr mit dem Versorgungsschiff Baltrum II früher über den Hafen Norddeich abgewickelt wurde, geschieht dies seit 2006 über den im Juni 1970 eingeweihten Hafen Neßmersiel, der deshalb von April bis August 2008 um einen 35 Meter langen Frachtkai erweitert wurde. Zudem bietet die Reederei Ausflugsverkehr an. Für Sportboote gibt es in Neßmersiel 50 Liegeplätze des Segelvereins.
Der Yachthafen von Dornumer-/ Westeraccumersiel verfügt über 240 Liegeplätze. Angeboten werden Sonderfahrten nach Baltrum und Langeoog. Beide Orte unterhalten zudem eine bedeutende Fischfangflotte.

### Medien
Dornum liegt im Verbreitungsgebiet dreier Tageszeitungen: Ostfriesen-Zeitung, Anzeiger für Harlingerland und Ostfriesischer Kurier, von denen die in Leer herausgegebene Ostfriesen-Zeitung als einzige ostfriesische Tageszeitung in der gesamten Region Ostfriesland vertreten ist. Der Ostfriesische Kurier und der Anzeiger für Harlingerland kooperieren auf redaktionellem Gebiet, so dass die Artikel über Dornumer Geschehnisse häufig identisch sind. Seltener erscheinen auch Artikel über Dornum in den Ostfriesischen Nachrichten, deren Verbreitungsgebiet sich aber ansonsten eher auf den südöstlichen Teil des Landkreises Aurich beschränkt. Daneben erscheint einmal pro Woche das Sonntagsblatt, ein Anzeigenblatt aus dem Verlag der Nordwest-Zeitung. Aus der Gemeinde berichten zudem der Bürgerrundfunk-Sender Radio Ostfriesland sowie der private Radio-Sender Radio Nordseewelle. Dornum liegt auch im Sendegebiet des Regionalfernsehsenders Friesischer Rundfunk.

### Bildung
In der Gemeinde befinden sich zwei Kindertagesstätten in freier Trägerschaft: in Dornum und Nesse. Eine Grundschule gibt es im Hauptort, wo auch die Realschule ihren Standort hat. Sie ist im Dornumer Schloss untergebracht. Die nächstgelegenen Gymnasien sind das Niedersächsische Internatsgymnasium Esens, das Ulrichsgymnasium in Norden und das Ulricianum in Aurich, wo sich zudem eine Integrierte Gesamtschule befindet. Von Dornumer Schülern besucht wird aber auch die Kooperative Gesamtschule in Hage. Die nächstgelegenen Berufsbildenden Schulen sind in Aurich und Norden. In Emden befindet sich die nächstgelegene Hochschule, die nächstgelegene Universität ist in Oldenburg. Auf dem Sektor der Erwachsenenbildung unterhält die Kreisvolkshochschule Norden eine Außenstelle in Dornum.

### Öffentliche Einrichtungen
Neben der Gemeindeverwaltung mit nachgeordneten Betrieben wie dem Bauhof und des Tochterbetriebs Tourismus GmbH gibt es in Dornum noch eine Polizeistation. Sie ist zu den üblichen Bürozeiten besetzt, außerhalb dieser wird das Gemeindegebiet vom Polizeikommissariat in Norden betreut.
Für das Gemeindegebiet zuständige Behörden und Gerichte befinden sich in Norden (Amtsgericht, Finanzamt, Katasteramt, Außenstelle der Kreisverwaltung) oder Aurich (Kreisverwaltung, Landgericht). Dort sind auch die nächstgelegenen Krankenhäuser zu finden.
Den Brandschutz stellen in der Gemeinde Dornum fünf Ortsfeuerwehren sicher, die in den Ortsteilen Dornum, Nesse, Neßmersiel, Roggenstede und Westerbur stationiert sind. Außerdem gibt es eine Bereitschaft des Deutschen Roten Kreuzes.

## Kultur und Sehenswürdigkeiten

### Burgen

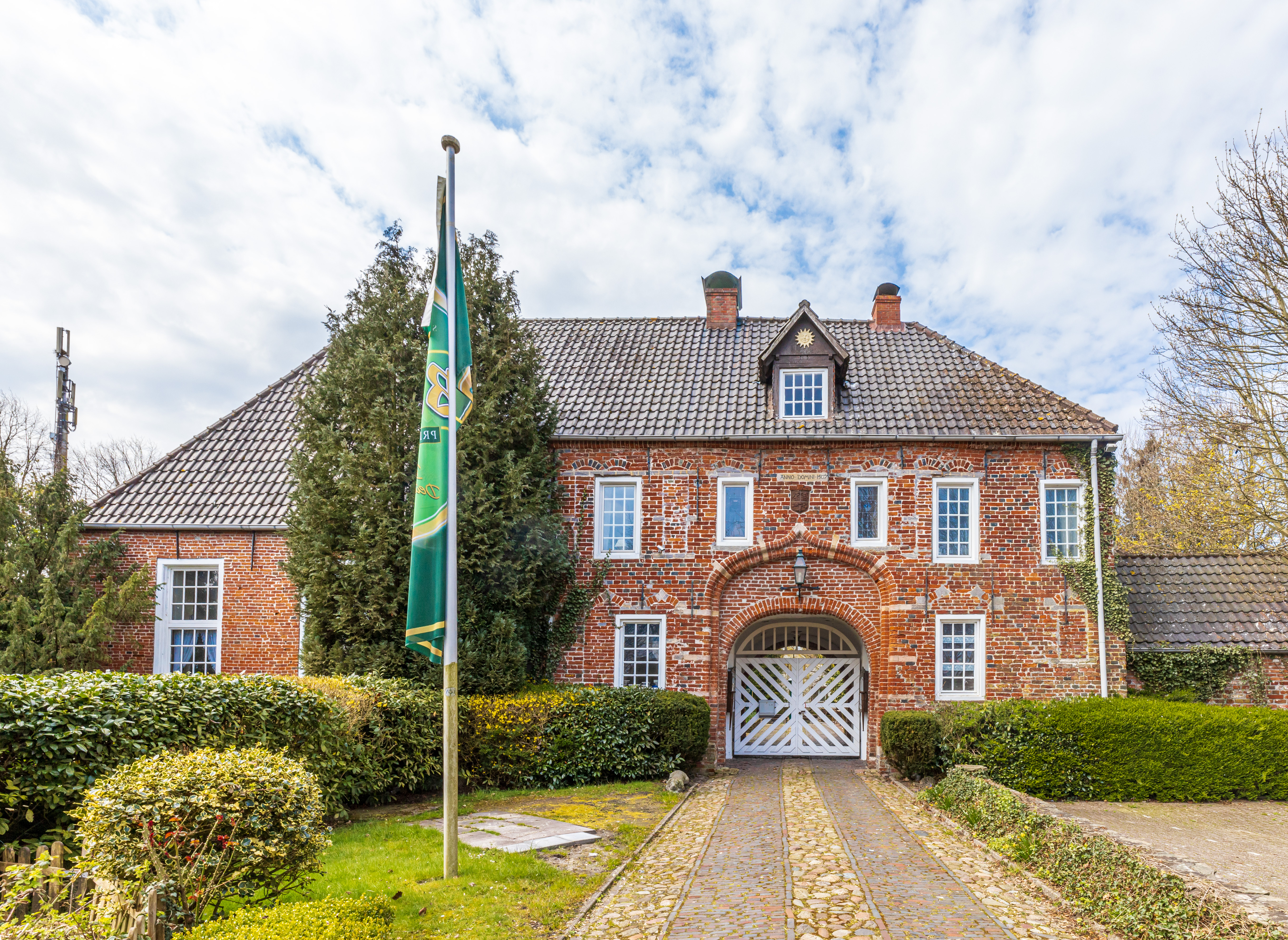
Beningaburg

Von den ursprünglich drei auf dem Gemeindegebiet errichteten Burgen sind zwei bis in die heutige Zeit erhalten geblieben. Die auch Osterburg genannte Beningaburg soll der Legende nach zwischen 1375 und 1380 von Häuptling Olde Hero Attena (von Dornum) als Wasserburg errichtet worden sein. Sie wurde in der Sächsischen Fehde zerstört, anschließend aber wieder aufgebaut. Durch Heirat fiel sie später an die Familie Beninga, die dem Bauwerk ihren Namen gab. Heute befindet sich in dem Bauwerk ein Restaurant. Im Ahnensaal der Burg sind historische Gemälde der Beningas zu besichtigen.
Das Wasserschloss in Dornum, die Norderburg, wurde ebenso wie die Beningaburg wahrscheinlich im 14. Jahrhundert von Olde Hero von Dornum erbaut. Um 1420 gelangte sie durch Heirat in den Besitz der Häuptlingsfamilie Kankena. Die Norderburg wurde 1514 – wie auch die übrigen Dornumer Burgen – im Zuge der Sächsischen Fehde zerstört, aber 1534 wieder aufgebaut. Ein Turm wurde in der Mitte des 17. Jahrhunderts angefügt. Unter der Herrschaft der Familie von Closter, die aus der holländischen Provinz Drenthe stammte und in die Familie Kankena eingeheiratet hatte, entstand im 17./18. Jahrhundert das heutige Wasserschloss im niederländischen Barock, in dessen Mauern noch Reste der ursprünglichen Anlage zu sehen sind. 1707 wurde der Schlossturm hinzugefügt. 1721 brannte der Nordflügel ab und wurde wieder neu errichtet. Ein breiter Dreiecksgiebel ist über dem Eingang zu finden, der ein Relief der Pallas Athene enthält. Das Gemäuer wechselte in den folgenden Jahrhunderten mehrfach den Besitzer. 1942 ging das Schloss schließlich in staatliches Eigentum über. 1951 wurde die Norderburg in eine Realschule umgewandelt. Die Räumlichkeiten des Bauwerks mit dem restaurierten zweigeschossigen Rittersaal, der unter anderem zwei Familienporträts der einst hier residierenden Häuptlingsfamilie von Closter beherbergt, sind nur im Rahmen einer Führung zu besichtigen. In den Sommerferien wird das Schloss für Ausstellungen, Konzerte und Ritterspiele genutzt. Wegen des Schulbetriebs sind Besichtigungen zu bestimmten Zeiten möglich.
Nicht mehr erhalten ist die in der Sächsischen Fehde zerstörte Westerburg. Sie wurde als einzige nicht wiedererrichtet. Auf dem historischen Grund entstand 1719 eine Mühle.

### Museen

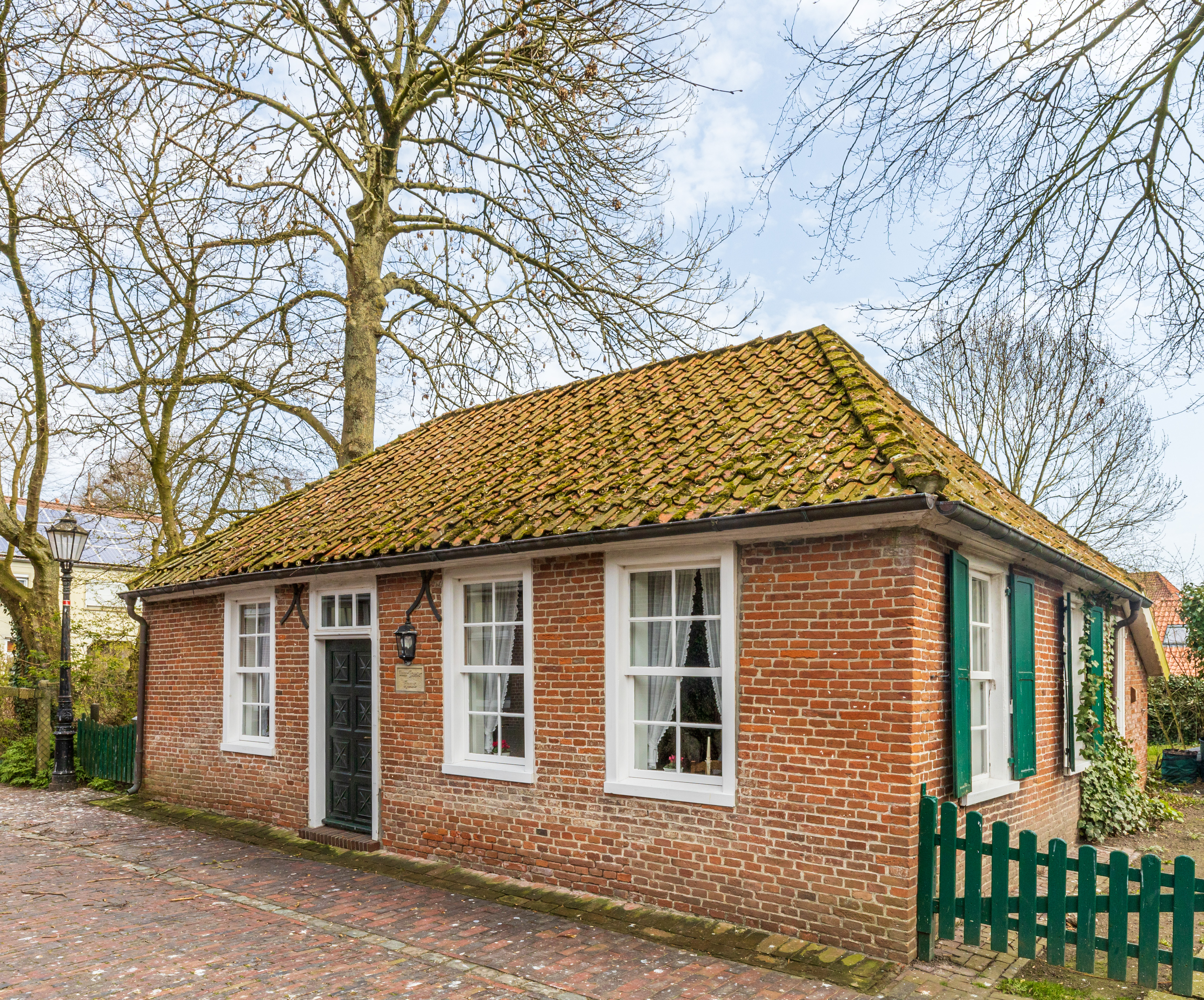
Oma-Freese-Huus

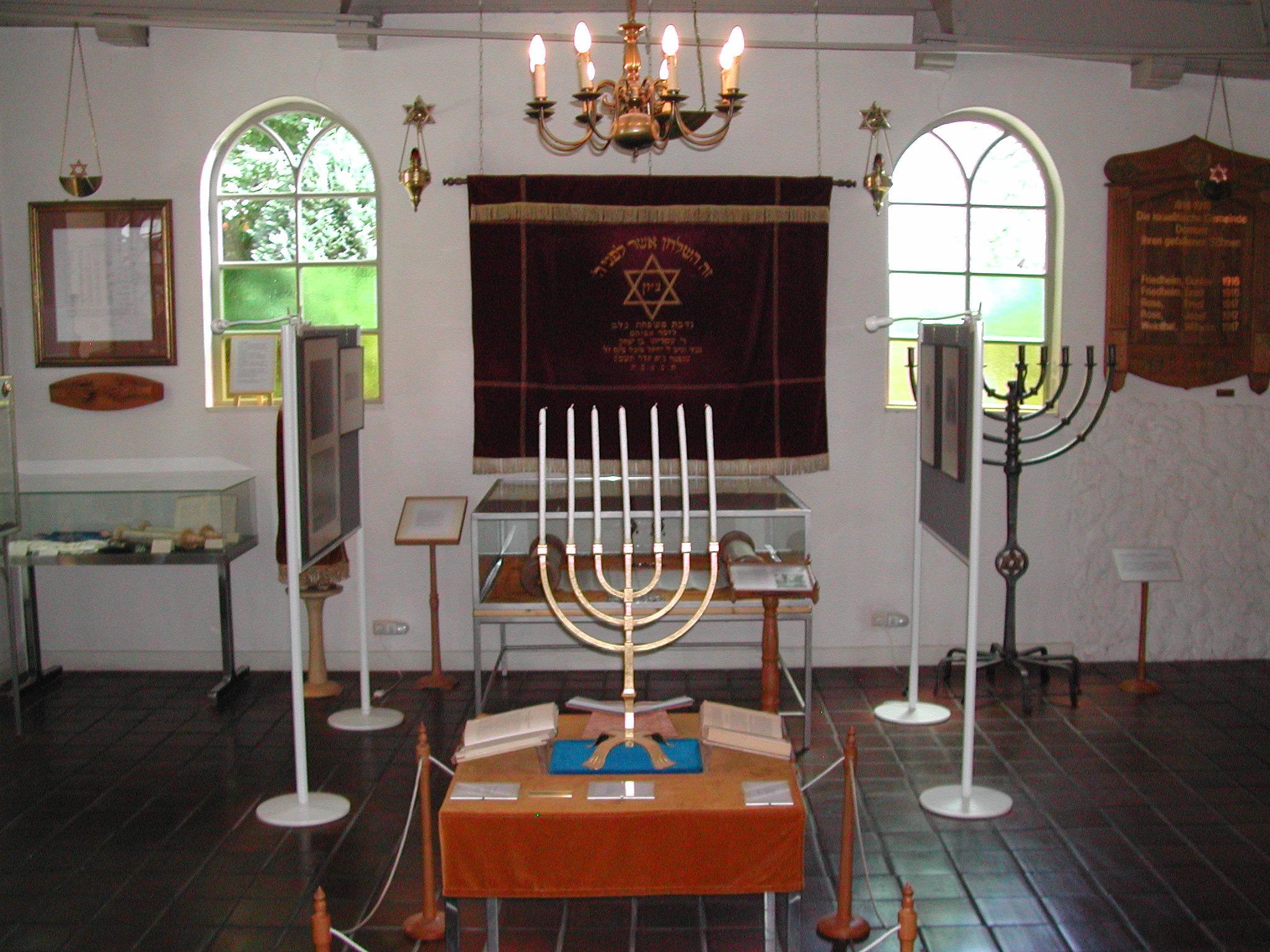
Gedenk- und Informationsstätte Synagoge Dornum

In der Gedenkstätte Synagoge Dornum ist eine Dauerausstellung zum jüdischen Leben in Ostfriesland untergebracht. Sie gliedert sich in die Bereiche „Geschichte“, „Kultur“ und „Religion“. Die Synagoge ist das einzige jüdische Gotteshaus in Ostfriesland, das nicht in der Reichspogromnacht zerstört wurde, da es bereits ein Jahr zuvor profaniert worden war. Die Synagoge in Dornum ist die einzige erhaltene und öffentlich zugängliche in Ostfriesland. Im etwa 1850 errichteten Oma-Freese-Huus sind die Vermächtnisse der Maler-Brüder Ludwig und Georg Kittel und von Enno Wilhelm Hektor zu sehen. Das Lüttje Huus an’t Diek (Kleines Haus am Deich) in Neßmergrode zeigt die ländliche Lebens- und Arbeitswelt der Landarbeiter in Ostfriesland in früheren Zeiten.
Das Zwei-Siele-Museum in Dornumersiel erinnert an ein Kuriosum in Ostfriesland: Die Gründung zweier Sielorte, Dornumersiel und Westeraccumersiel in unmittelbarer Nähe zueinander, was an der früher zwischen beiden Orten verlaufenden Grenze des Norderlands zum Harlingerland lag. Auch die frühere Bedeutung der Sielorte für die Handelsschifffahrt und die Geschichte der Fischerei werden mit vielen maritimen Objekten, Modellen und Schautafeln dokumentiert. Ebenfalls in Dornumersiel befindet sich seit 1988 das Nationalpark-Haus, das die Bedeutung des Wattenmeers aufzeigt. Zu sehen sind Materialien zur Vogelwelt, ein Strand- und Salzwiesenmodell, das Modell einer Miesmuschelbank, Meerwasseraquarien sowie das dreidimensionale Modell einer Seehundbank. Breiten Raum nehmen die Folgen von Naturnutzung und Umweltverschmutzung auf Flora und Fauna ein.

### Kirchen und Orgeln

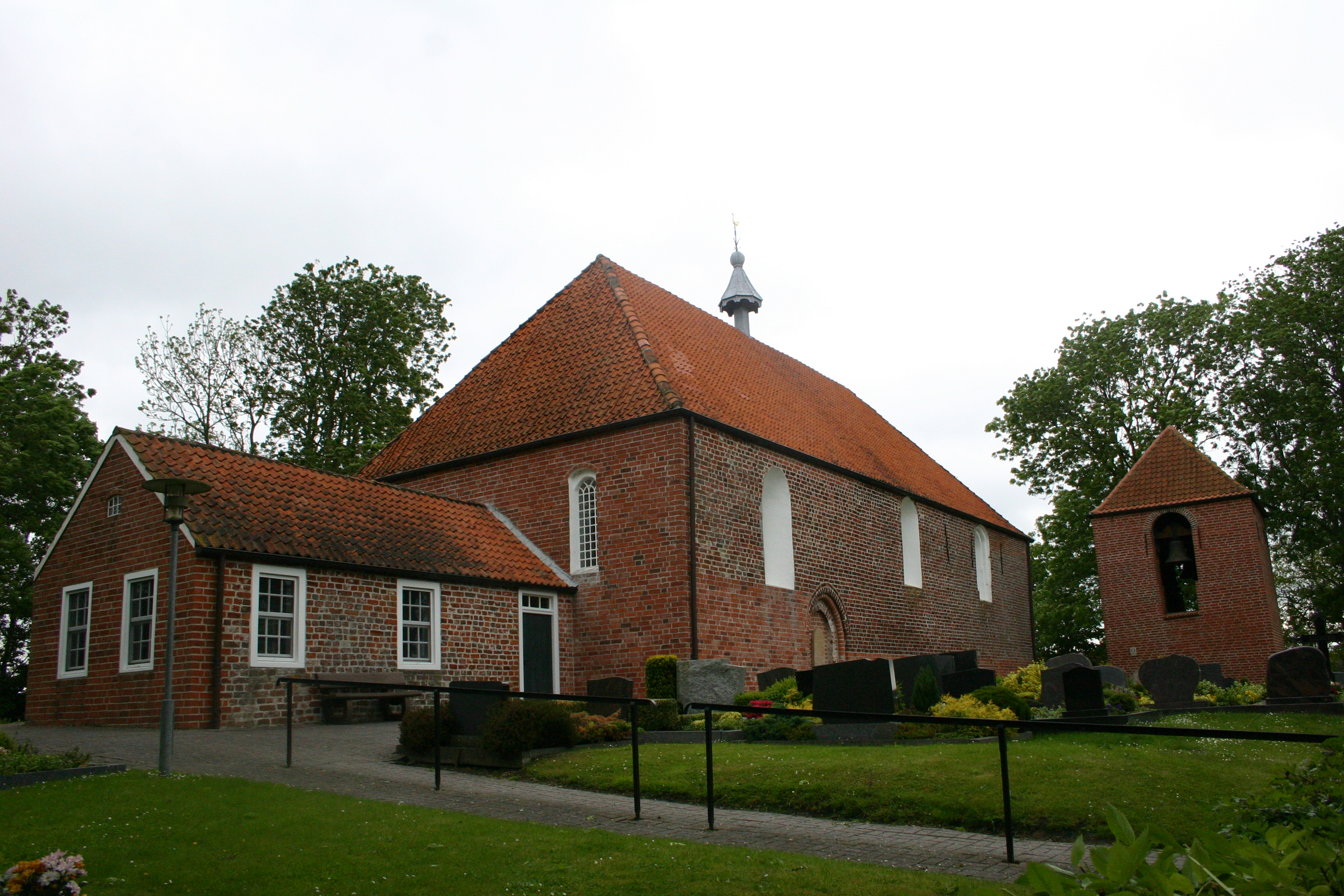
St.-Matthäus-Kirche Resterhafe

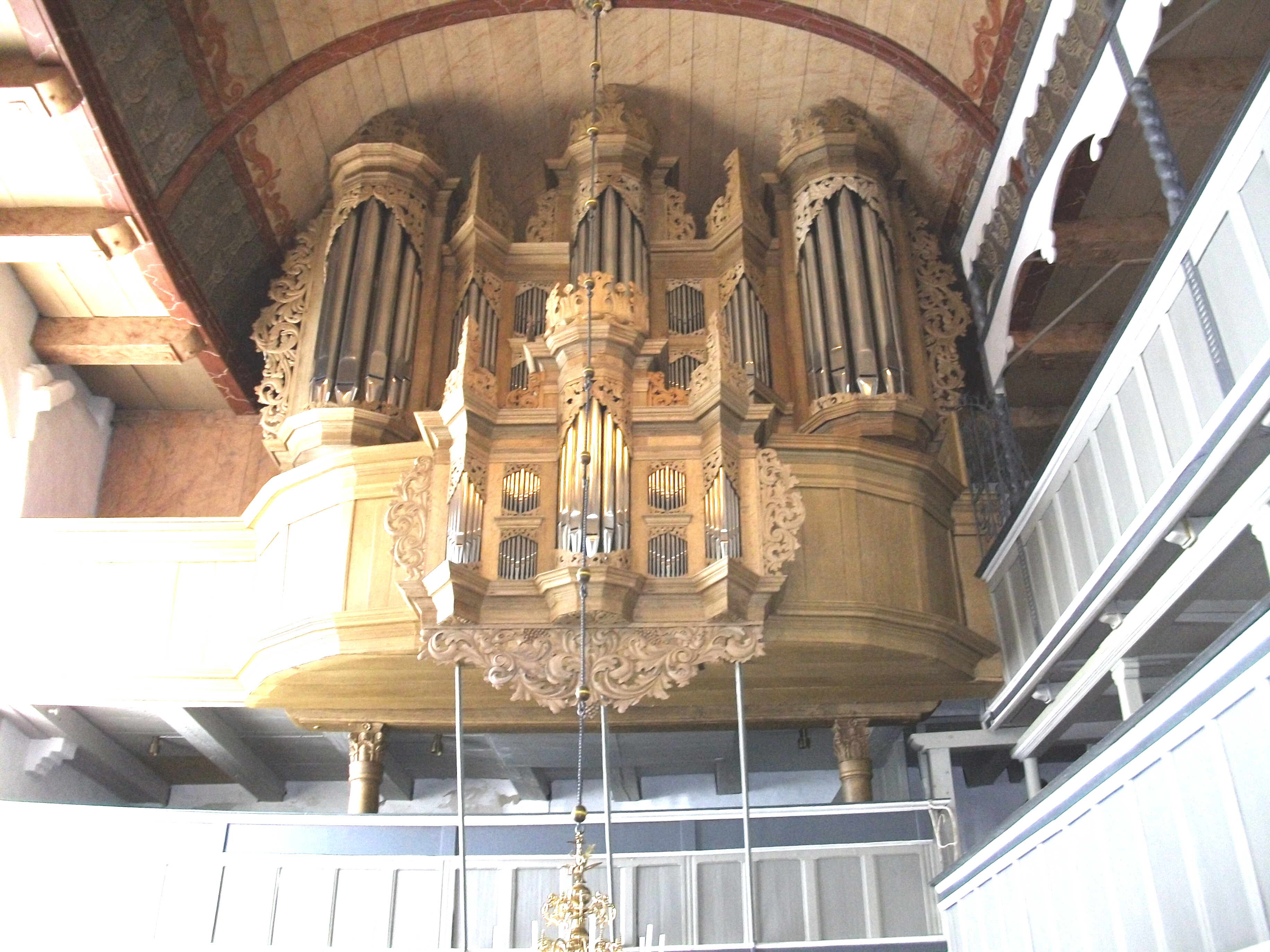
Holy-Orgel in Dornum

In der Gemeinde befinden sich in mehreren Ortsteilen mittelalterliche Kirchen, die zumeist im 13. Jahrhundert entstanden sind. Ihre Ausstattung ist zum Teil von überregionaler kunsthistorischer Bedeutung.
Die bekannteste Kirche im Gemeindegebiet ist die St.-Bartholomäus-Kirche in Dornum. Sie wurde in den Jahren 1270/90 auf einer Warft gebaut. Der Glockenturm aus dem 13. Jahrhundert beherbergt zwei Glocken, die ebenso alt wie der Turm sind. Im Grabkeller unter der Kirche befindet sich das Erbbegräbnis der Dornumer Häuptlinge. 2011 sind acht Särge mit den sterblichen Überresten der Häuptlingsfamilie von Closter restauriert worden. Ab 2012 sollen sie für die Öffentlichkeit zugänglich gemacht werden. Die reiche Innenausstattung wurde von Haro Joachim von Closter gestiftet, wie das bis zur Holzdecke reichende Altarretabel, das Hinrich Cröpelin 1683 schuf. Von ihm stammen auch die aufwändig geschnitzte Barockkanzel und die Prieche der Familie von Closter. Der Taufstein aus Bentheimer Sandstein datiert aus der Erbauungszeit der Kirche. Die 1710/11 erbaute Orgel von Gerhard von Holy ist eine der größten Dorforgeln im norddeutschen Raum und die zweitgrößte historische Orgel in Ostfriesland. Sie ist weitgehend erhalten und wurde 1995 als nationales Denkmal von europäischem Rang anerkannt.
Die St.-Marien-Kirche in Nesse wurde um das Jahr 1250 als romanische Saalkirche aus Tuffstein errichtet und 1493 um einen polygonalen Backstein-Chor mit Kreuzrippengewölbe erweitert. Besonderheiten der Kirche sind der steinerne Lettner aus dem Ende des 15. Jahrhunderts mit seinen drei großen Korbbögen und der Taufstein aus Baumberger Sandstein, der aus dem 13. Jahrhundert stammt. Um die Gebäude herum gruppiert sich mit dem Pfarrhaus, dem Organistenhaus, dem separaten Glockenturm und dem Friedhof der vollständigste erhaltene Kirchenkomplex Ostfrieslands.
Der Bau der Petrikirche in Westeraccum begann um 1270. Das Innere wird durch drei Joche mit einem Kreuzrippengewölbe abgeschlossen. Die Ostapsis weist noch die originalen Rundbogen-Fenster auf. Sehenswert sind die bei Renovierungsarbeiten im Jahre 2000 entdeckten Ornamente im Gewölbe aus den Jahren 1270 bis 1280 und die Barockkanzel von Andreas Danhast aus dem Jahr 1694.
Die St.-Matthäus-Kirche von Resterhafe gilt als die älteste in der Herrlichkeit. Sie wurde in der Mitte des 13. Jahrhunderts als Einraumkirche aus Backsteinen im Klosterformat auf einer etwa fünf Meter hohen Warft errichtet. Die ursprünglichen Gewölbe wurden später durch eine flache Holzbalkendecke ersetzt. Der Chorraum wird seit Beginn des 17. Jahrhunderts durch eine Holzschranke mit Gitterstäben und Ornamentwerk abgetrennt. Auch der Flügelaltar stammt aus dieser Zeit.
Die Ursprünge der Roggensteder Kirche liegen ebenfalls im 13. Jahrhundert. Auf einem Granitsockel wurde die Backsteinkirche als romanischer Saalbau errichtet. Die Schildbögen an den Längswänden im Inneren weisen auf die einstigen Steingewölbe hin. Der Schriftaltar der Kirche stammt aus dem 16. Jahrhundert und stand früher in der Dornumer Kirche. Die Kanzel wurde im 15. Jahrhundert gefertigt. Johann Gottfried Rohlfs erbaute 1827 bis 1833 die Orgel, die weitgehend im Originalzustand erhalten ist. Zu den weiteren Ausstattungsgegenständen zählen ein früher an einem Gabelkreuz hängendes Kruzifix, ein Taufbecken aus Bentheimer Sandstein aus der Zeit des Kirchenbaus und ein Sakramentshaus mit der ursprünglichen Bemalung. Seit 1680 ziert ein Votivschiff das Gotteshaus. Eine Besonderheit ist das Hagioskop, eine mittelalterliche Lepraspalte.
Die Westerburer Kirche wurde im Jahr 1753 auf den Grundmauern einer früheren Kirche als Saalbau mit polygonalem Chor erbaut. Aus dem Vorgängerbau wurde die Innenausstattung weitgehend übernommen. Ihre Orgel auf bemalter Empore vor dem Altar errichtete Arnold Rohlfs in den Jahren 1859 bis 1860.

### Weitere Bauwerke

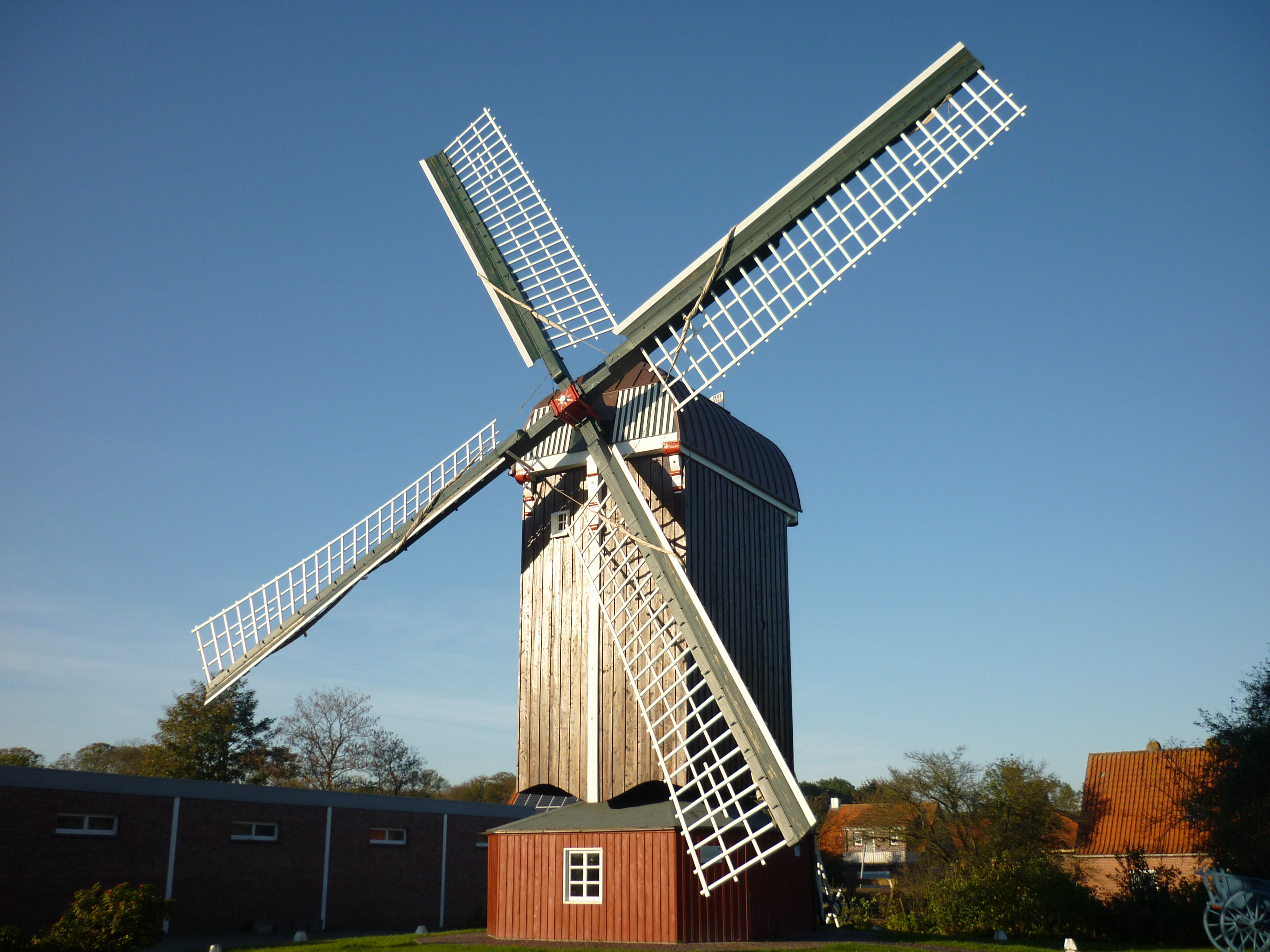
Bockwindmühle von 1626

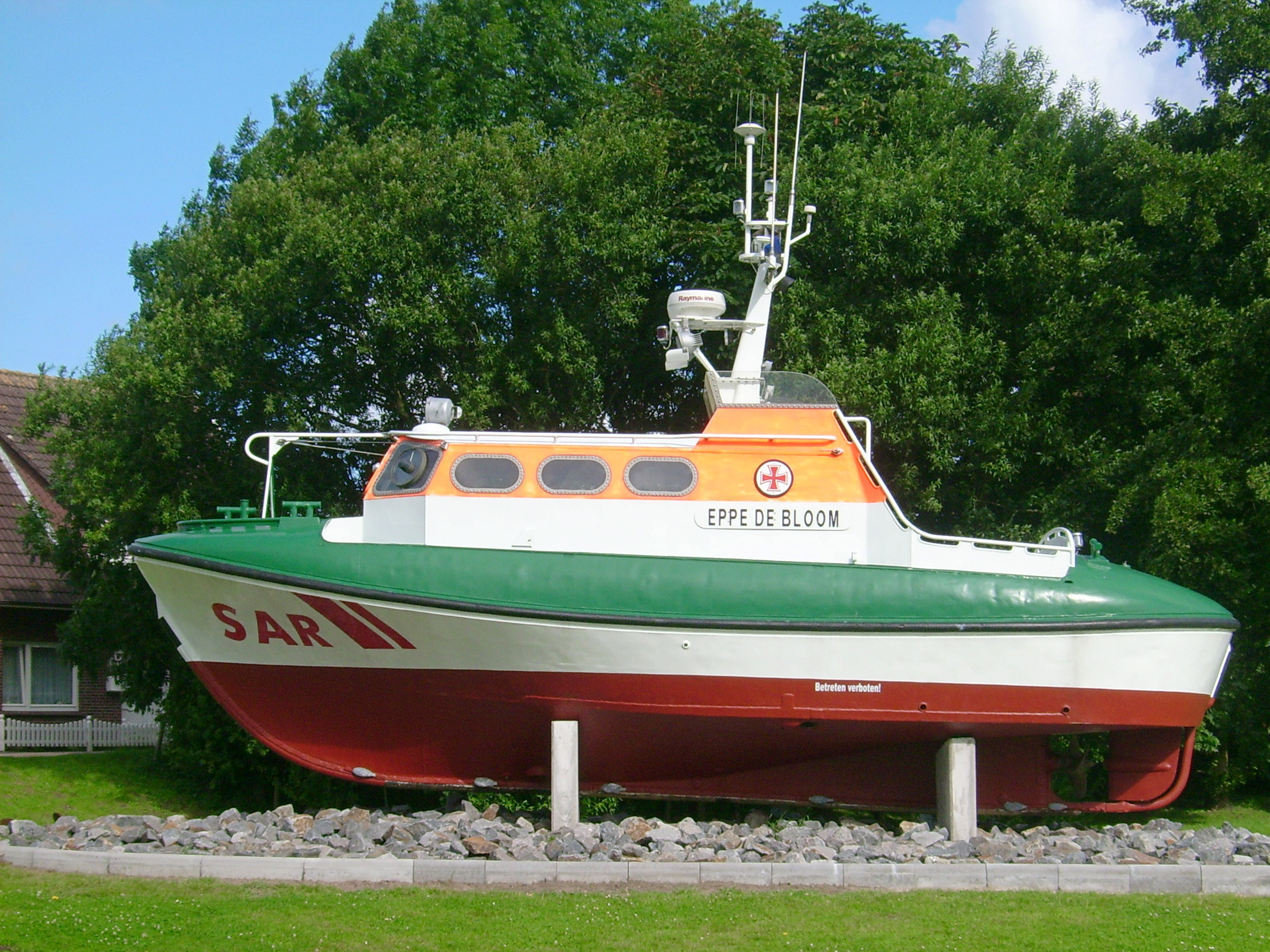
Seenotrettungsboot Eppe De Bloom

Im Ortskern von Dornum ist eine Vielzahl historischer Häuser erhalten geblieben. Das Ensemble um den Marktplatz ist geprägt von kleinen Gassen.
Im Gemeindegebiet gibt es noch vier historische Windmühlen: Die Bockwindmühle Dornum ist nicht nur die letzte erhaltene ihrer Art in Ostfriesland, sondern auch die älteste Mühle überhaupt in der Region. Sie wurde 1626 erbaut und befindet sich seit 1984 im Besitz der Gemeinde Dornum. Die Bockwindmühle besitzt noch keine Galerie und keine Windrose. Zum Mahlbetrieb wird sie manuell in den Wind gedreht. Um diesen Wind besser ausnutzen zu können, wurde die kleine Mühle auf einem künstlich angelegten Erdwall errichtet. Derzeit (Stand: 2011) wird die Mühle restauriert. In den Orten Westeraccum, Westerbur, Nesse und Neßmersiel stehen Galerieholländer.
Bis 1960 war Westeraccumersiel Standort einer Rettungsstation der Deutschen Gesellschaft zur Rettung Schiffbrüchiger (DGzRS). An diese Tradition erinnert heute das von der DGzRS gestiftete Rettungsboot Walther Müller, ein Schiff der Neun-Meter-Klasse, das vor dem Alten Rettungsschuppen aufgestellt wurde. Die Walther Müller wurde umgetauft auf den Namen Eppe de Bloom und erinnert damit an den ersten Vormann der ehemaligen Rettungsstation Accumersiel. Zu den weiteren Sehenswürdigkeiten zählen die Häfen in Dornumer- und Neßmersiel.

### Regelmäßige Veranstaltungen
An der Holy-Orgel in der Dornumer Kirche werden sommers regelmäßig Konzerte gegeben. Diese firmieren unter dem Begriff Nachtorgel, da sie in den Abendstunden bei Kerzenschein stattfinden. Außerdem dienen die Kirchen den Konzerten der Reihen Gezeitenkonzerte in Ostfriesland und Musikalischer Sommer in Ostfriesland.

### Sport- und Freizeiteinrichtungen
In der Gemeinde Dornum wird in mehreren Vereinen die Friesensportart Boßeln betrieben. Fußball wird beim SV Dornum (mit rund 850 Mitgliedern größter Verein) und beim FC Nesse gespielt. Beide Vereine bieten weitere Sportarten an. Der Segelsport wird vom Yachtclub Accumersiel und dem Nordsee-Yachtclub Neßmersiel betrieben. Weitere in der Gemeinde beheimatete Vereine sind der Schützenverein Dornum sowie der Judo-Club Dornum und zwei Angelvereine.
Sporthallen gibt es im Hauptort sowie in Schwittersum, Sportplätze in Dornum und Nesse. Ein Tennisplatz befindet sich in Dornumersiel. Dort ist auch ein Meerwasser-Hallenbad namens Doroness zu finden. Der Indoor-Spielpark Sturmfrei in Neßmersiel bietet auf 2.800 Quadratmetern Fläche Sportarten wie Bowling, Klettern, Trampolinspringen, Billard, Kicker oder Tischtennis sowie Ballsportarten wie Fußball, Badminton oder Volleyball an.

### Sprache und Brauchtumspflege
In Dornum wird neben Hochdeutsch Ostfriesisches Platt gesprochen. Das Plattdeutsche ist in der Gemeinde durchaus verankert. Um auch die nachwachsende Generation frühzeitig mit dem Plattdeutschen in Kontakt zu bringen, gibt es unter anderem Projekte in Kindergärten und Schulen. Daneben gibt es plattdeutsche Gottesdienste, und es ist durchaus üblich, dass Hochzeiten auf Plattdeutsch abgehalten werden.
Um die Pflege der regionalen Kultur sowie die Aufarbeitung der Geschichte kümmern sich mehrere Orts- und Heimatvereine, die in fast allen Ortsteilen zu finden sind.

## Persönlichkeiten

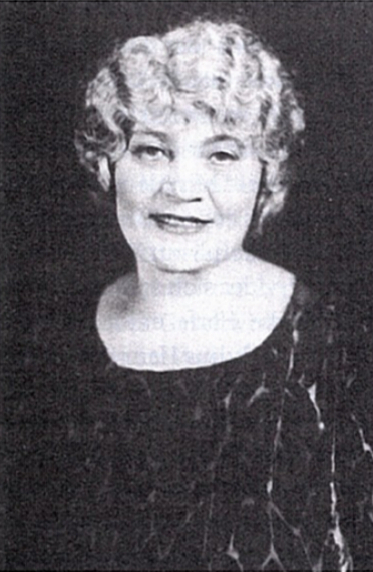
Minnie Marx

In der Theologie ist vor allem Ulrich von Dornum (1465/66–1536) bekannt. Im Juni 1526 initiierte er in Oldersum ein öffentliches Streitgespräch des Emder Predigers Georg Aportanus mit dem katholischen Dominikanerprior Laurens Laurensen. Die im Anschluss von Ulrich verfasste Schrift über das Streitgespräch fand weite Verbreitung und trug auf diese Weise zur schnellen Durchsetzung des Protestantismus in Ostfriesland bei. Johannes Ligarius (1529–1596) aus Nesse war nach der religiösen Spaltung in Reformierte und Lutheraner maßgeblich an der Ausprägung des ostfriesischen Luthertums beteiligt. Als 20-Jähriger trat der Pfarrer und Astronom David Fabricius sein Pfarramt in Resterhafe an (1584). Der ostfriesische Erweckungsprediger Remmer Janssen war Vikar in Nesse.
Henrich Becker (* 4. August 1747; † 10. Juli 1819 Neufunnixsiel) war ein bedeutender regionaler Kunstmaler und Porträtist des 18. Jahrhunderts.
Hendrick Gottfried Dürkopp (* 5. Mai 1736; † 27. Juli 1778 auf See) war für die VOC Direktor der Handelsstation Dejima in Japan. Der Abgeordnete Johann Gerhardt Röben (* 27. August 1812 in Norden; † 24. Februar 1881 in Dornum) war sowohl im Paulskirchenparlament als auch im Deutschen Reichstag (1871–1874) vertreten. In den Jahren 1884 und 1885 war Friedrich Vissering ebenfalls Reichstagsabgeordneter.
Der Schriftsteller Enno Wilhelm Hektor (1820–1874) brachte das Plattdeutsche in der Literatur wieder zur Geltung. Sein bekanntestes Werk ist das Heimatlied der Ostfriesen In Oostfreesland is’t am besten. Der 1747 geborene Porträtmaler Henrich Becker schuf Werke über viele ostfriesische Persönlichkeiten.
Zu den international bekanntesten Personen aus Dornum gehören Miene Schönberg (bekannt als Minnie Marx, 1865–1929), die Mutter der Marx Brothers, und ihr Bruder Albert Schönberg (bekannt als Al Shean, 1868–1949), mit dessen Hilfe die fünf Brüder ins Showgeschäft gelangten.
Der CDU-Bundestagsabgeordnete Diedrich Schröder gehörte dem Parlament von 1969 bis 1983 an. Er war von 1967 bis 1986 Präsident des Ostfriesischen Landvolkes. 1948 wurde der Europaabgeordnete Horst Posdorf in Dornum geboren.
Im Dornumer Ortsteil Westdorf lebte von 1983 bis 2014 die Malerin, Graphikerin und Bildhauerin Ruth Schmidt Stockhausen (1922–2014) in einem alten Gulfhof. Ihr künstlerischer Nachlass wird von der in Westdorf sitzenden Ruth Schmidt Stockhausen-Stiftung verwaltet und die in unverändertem Zustand erhaltenen Atelierräume mit ausgewählten Werken der Künstlerin sind jeden Sommer an ausgewählten Wochenenden zu besichtigen.
Häuptlinge und Freiherren von Dornum waren Lütet Attena († um 1410/11), Tanne Kankena († 1461) und Sibet Attena (um 1425 bis 8. November 1473)
Um 1554 starb Hikko Kankena als letzter seines Stammes. Seine Schwester Almut von Kankena wurde Erbin der Herrlichkeit Dornum. Sie war mit dem Edelmann Gerhard von Closter aus Drente verheiratet. Die Familie nannte sich danach von Closter, Freiherrn von Dornum. Letzter Vertreter war Haro Joachim von Closter († 1728). Nach seinem Tod erbte seine jüngste Tochter Sophia von Closter († 11. März 1783), die mit dem Württemberger Geheimrat und Freiherrn Johann Erhard von Wallbrunn (* 6. September 1690; † 1752) verheiratet war. Von hier kam die Herrlichkeit durch Heirat der Tochter Wilhelmine Eberhardine Sofie von Wallbrunn (* 29. Oktober 1732; † 22. Juli 1807) mit Carl Gustav Friedrich von Uexküll-Gyllenband (* 21. September 1716; † 21. Dezember 1801) an die Familie Uexküll-Gyllenband. 1795 wurde die Herrlichkeit dann an den Grafen von Schönburg verkauft, der sie bereits 1798 an den Geheimrat von Hoffbauer aus Minden weiterverkaufte. 1820 erfolgte ein weiterer Besitzwechsel an den Grafen von Münster († 1839), der es an seinen Sohn Georg Herbert (* 1820) vererbte.